# Lista gier wydanych na konsolę Famicom

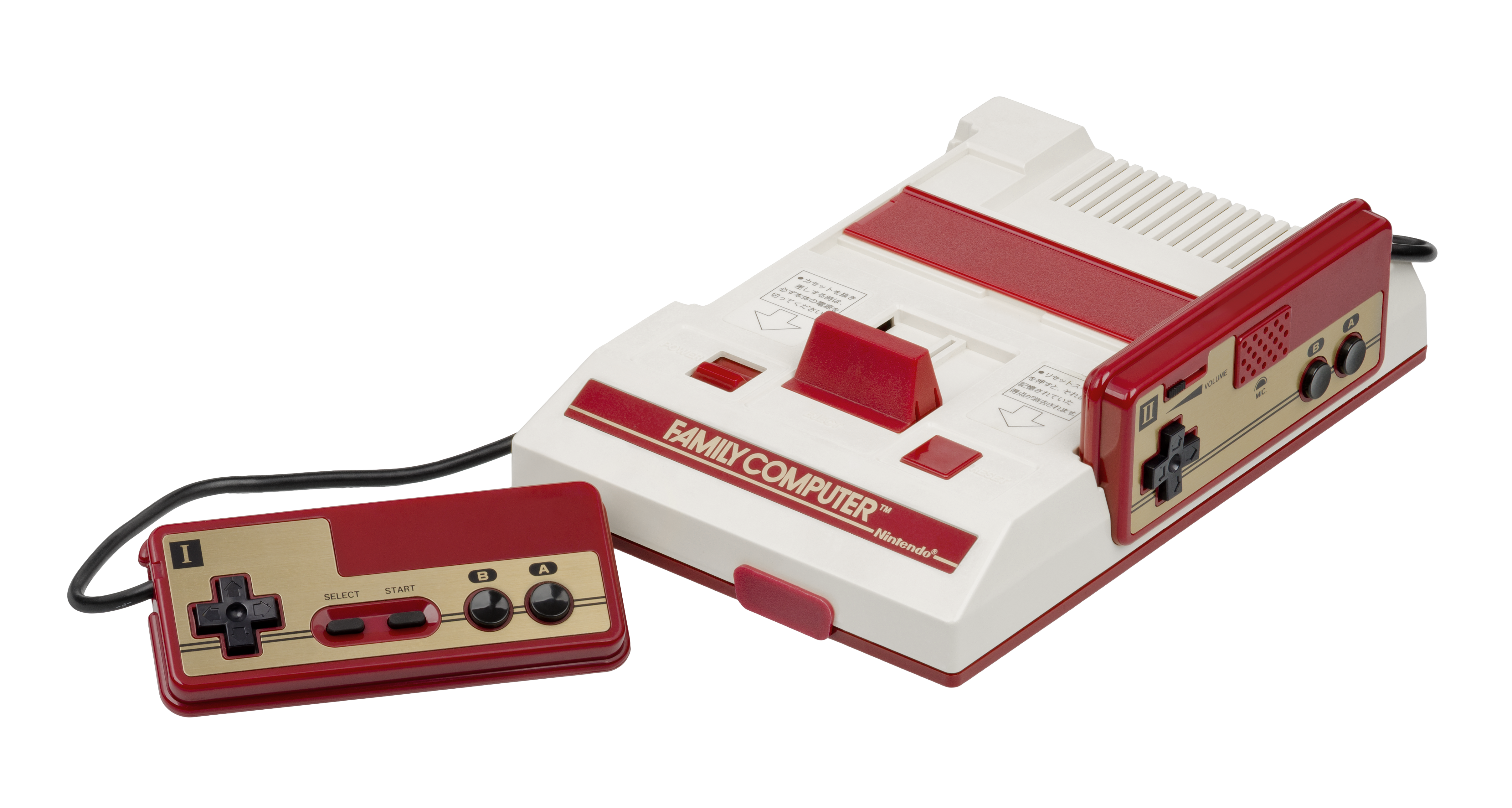
Konsola Famicom

Lista gier wydanych na konsolę Famicom – zawiera wszystkie licencjonowane tytuły wydane na japońską konsolę Famicom, łącznie 1055 gier.

## Gry
Lista została ułożona alfabetycznie, w liście podane są angielskie tytuły w grach wydanych na konsolę NES.
| Tytuł                                                              | Tytuł angielski                                             | Data wydania na Famicom   | Producent               |
| ------------------------------------------------------------------ | ----------------------------------------------------------- | ------------------------- | ----------------------- |
| $1,000,000 Kid: Maboroshi no Teiou Hen                             | Casino Kid                                                  | 6 stycznia 1989           | SOFEL                   |
| 89 Denno Kyusei Uranai                                             | —                                                           | 10 grudnia 1988           | Jingukan Polaris        |
| 10-Yard Fight                                                      | 10-Yard Fight                                               | 30 sierpnia 1985          | Irem                    |
| 1942                                                               | 1942                                                        | 12 listopada 1985         | Capcom                  |
| 1943: Midway Kaisen                                                | 1943: The Battle of Midway                                  | 20 czerwca 1989           | Capcom                  |
| 1999: Hore, Mita koto ka! Seikimatsu                               | —                                                           | 18 września 1992          | Coconuts Japan          |
| 2010 Street Fighter                                                | Street Fighter 2010: The Final Fight                        | 8 sierpnia 1990           | Capcom                  |
| 4 Nin Uchi Mahjong                                                 | —                                                           | 2 listopada 1984          | Nintendo                |
| 8 Eyes                                                             | 8 Eyes                                                      | 27 września 1988          | SETA                    |
| A Ressha de Ikou                                                   | —                                                           | 21 sierpnia 1991          | Pony Canyon             |
| A Week of Garfield                                                 | —                                                           | 7 kwietnia 1989           | Towachiki               |
| Aa Yakyu Jinsei Itchokusen                                         | —                                                           | 25 grudnia 1992           | Sammy                   |
| Abadox                                                             | Abadox                                                      | 15 grudnia 1989           | Natsume                 |
| Abarenbou Tengu                                                    | Zombie Nation                                               | 14 grudnia 1990           | Meldac                  |
| Aces: Iron Eagle III                                               | Ultimate Air Combat                                         | 7 sierpnia 1992           | Pack-In-Video           |
| Advanced Dungeons & Dragons: Dragons of Flame                      | Advanced Dungeons & Dragons: Dragons of Flame               | 21 lutego 1992            | Pony Canyon             |
| Advanced Dungeons & Dragons: Heroes of the Lance                   | Advanced Dungeons & Dragons: Heroes of the Lance            | 8 marca 1991              | Pony Canyon             |
| Advanced Dungeons & Dragons: Hillsfar                              | Advanced Dungeons & Dragons: Hillsfar                       | 21 marca 1991             | Pony Canyon             |
| Advanced Dungeons & Dragons: Pool of Radiance                      | Advanced Dungeons & Dragons: Pool of Radiance               | 28 czerwca 1991           | Pony Canyon             |
| Adventures of Lolo                                                 | Adventures of Lolo 2                                        | 6 stycznia 1990           | HAL Laboratory          |
| Adventures of Lolo 2                                               | Adventures of Lolo 3                                        | 26 grudnia 1990           | HAL Laboratory          |
| After Burner II                                                    | After Burner II                                             | 30 marca 1989             | Sunsoft                 |
| Ai Sensei no Oshiete: Watashi no Hoshi                             | —                                                           | 26 marca 1993             | Irem                    |
| Aigiina no Yogen: From the Legend of Balubalouk                    | —                                                           | 21 listopada 1986         | Vic Tokai               |
| Air Fortress                                                       | Air Fortress                                                | 11 sierpnia 1987          | HAL                     |
| Air wolf                                                           | —                                                           | 24 grudnia 1988           | Kyugo Boueki            |
| All Night Nippon Super Mario Bros.                                 | —                                                           | 13 września 1986          | Nintendo                |
| Akagawa Jirou no Yuurei Ressha                                     | —                                                           | 8 lutego 1991             | King Records            |
| Akira                                                              | —                                                           | 24 grudnia 1988           | Taito                   |
| Akuma no Shoutaijou                                                | Uninvited                                                   | 29 września 1989          | Kemco                   |
| Akuma-kun: Makai no Wana                                           | —                                                           | 24 lutego 1990            | Bandai                  |
| Akumajou Densetsu                                                  | Castlevania III: Dracula's Curse                            | 22 grudnia 1989           | Konami                  |
| Akumajou Dracula                                                   | Castlevania                                                 | 5 lutego 1993             | Konami                  |
| Akumajou Special: Boku Dracula Kun                                 | —                                                           | 19 października 1990      | Konami                  |
| Alien Syndrome                                                     | Alien Syndrome                                              | 2 grudnia 1988            | Sunsoft                 |
| America Daitoryo Senkyo                                            | —                                                           | 28 października 1988      | Hect                    |
| America Oudan Ultra Quiz: Shijou Saidai no Tatakai                 | —                                                           | 29 listopada 1991         | Tomy                    |
| American Dream                                                     | —                                                           | 23 września 1989          | Coconuts Japan          |
| Ankoku Shinwa: Yamato Takeru Densetsu                              | —                                                           | 24 marca 1989             | Tokyo Shoseki           |
| Aoki Ookami to Shiroki Mejika: Genchou Hishi                       | —                                                           | 25 marca 1993             | Koei                    |
| Aoki Ookami to Shiroki Mejika: Genghis Khan                        | Genghis Khan                                                | 20 kwietnia 1989          | Koei                    |
| Arabian Dream Scheherazade                                         | Magic of Scheherazade                                       | 3 września 1987           | Culture Brain           |
| Arctic                                                             | —                                                           | 23 lutego 1990            | Pony Canyon             |
| Argos no Senshi                                                    | Rygar                                                       | 14 kwietnia 1987          | Tecmo                   |
| Argus                                                              | —                                                           | 17 kwietnia 1986          | Jaleco                  |
| Arkanoid                                                           | Arkanoid                                                    | 26 grudnia 1986           | Taito                   |
| Arkanoid: Revenge of Doh                                           | —                                                           | 8 marca 1988              | Taito                   |
| Armadillo                                                          | —                                                           | 9 sierpnia 1991           | IGS                     |
| Artelius                                                           | —                                                           | 13 listopada 1987         | Nihon Bussan            |
| Asmik-kun Land                                                     | —                                                           | 20 grudnia 1991           | Asmik                   |
| ASO: Armored Scrum Object                                          | Alpha Mission                                               | 3 września 1986           | SNK                     |
| Astro Fang: Super Machine                                          | —                                                           | 26 października 1990      | A-Wave                  |
| Astro Robo Sasa                                                    | —                                                           | 9 sierpnia 1985           | ASCII                   |
| Athena                                                             | Athena                                                      | 5 czerwca 1987            | SNK                     |
| Atlantis no Nazo                                                   | —                                                           | 17 kwietnia 1986          | Sunsoft                 |
| Attack Animal Gakuen                                               | —                                                           | 26 grudnia 1987           | Pony Canyon             |
| AV Pachisuro                                                       | Hot Slots                                                   | 1991                      | Panesian Taiwan         |
| B-Wings                                                            | —                                                           | 3 czerwca 1986            | Data East               |
| Babel no Tou                                                       | —                                                           | 18 lipca 1986             | Namco                   |
| Baken Hisshou Gaku: Gate In                                        | —                                                           | 25 maja 1990              | K Amusement             |
| Bakusho! Ai no Gekijo                                              | —                                                           | 29 grudnia 1990           | Coconuts Japan          |
| Bakushou!! Jinsei Gekijou                                          | —                                                           | 17 marca 1989             | Taito                   |
| Bakushou!! Jinsei Gekijou 2                                        | —                                                           | 22 marca 1991             | Taito                   |
| Bakushou!! Jinsei Gekijou 3                                        | —                                                           | 20 grudnia 1991           | Taito                   |
| Bakusho! Star Monomane Shitenno                                    | —                                                           | 14 września 1990          | Pack-In-Video           |
| Ballblazer                                                         | —                                                           | 4 marca 1988              | Pony Canyon             |
| Balloon Fight                                                      | Balloon Fight                                               | 22 stycznia 1985          | Nintendo                |
| Baltron                                                            | —                                                           | 19 marca 1986             | Toei Animation          |
| Banana                                                             | —                                                           | 8 września 1986           | Pack-In-Video           |
| Bananan Ouji no Daibouken                                          | Banana Prince                                               | 20 grudnia 1991           | Takara                  |
| Barcode World                                                      | —                                                           | 18 grudnia 1992           | Sunsoft                 |
| Bard’s Tale: Tales of the Unknown                                  | Bard’s Tale: Tales of the Unknown                           | 21 grudnia 1990           | Pony Canyon             |
| Bard’s Tale II: The Destiny Knight                                 | —                                                           | 25 stycznia 1992          | Pony Canyon             |
| Baseball                                                           | Baseball                                                    | 7 grudnia 1983            | Nintendo                |
| Baseball Fighter                                                   | —                                                           | 5 lipca 1991              | VAP                     |
| Baseball Stars: Mezase Sankanou!!                                  | Baseball Stars                                              | 19 maja 1989              | SNK                     |
| Batman                                                             | Batman                                                      | 22 grudnia 1989           | Sunsoft                 |
| Bats & Terry                                                       | —                                                           | 22 lipca 1987             | Use                     |
| Battle Baseball                                                    | —                                                           | 19 lutego 1993            | Banpresto               |
| Battle City                                                        | —                                                           | 9 września 1985           | Namco                   |
| Battle Fleet                                                       | —                                                           | 22 czerwca 1990           | Namco                   |
| Battle Formula                                                     | Super Spy Hunter                                            | 27 września 1991          | Sunsoft                 |
| Battle Rush: Build Up Robot Tournament                             | —                                                           | 13 listopada 1993         | Bandai                  |
| Battle Stadium: Senbatsu Pro Yakyuu                                | —                                                           | 20 grudnia 1990           | IGS                     |
| Battle Storm                                                       | —                                                           | 21 grudnia 1991           | Yonezawa PR21           |
| Battletoads                                                        | Battletoads                                                 | 20 grudnia 1991           | NCS                     |
| Be-Bop High School: Koukousei Gokuraku Densetsu                    | —                                                           | 30 marca 1988             | Data East               |
| Best Keiba: Derby Stallion                                         | —                                                           | 21 grudnia 1991           | ASCII                   |
| Best Play Pro Yakyuu                                               | —                                                           | 15 lipca 1988             | ASCII                   |
| Best Play Pro Yakyuu II                                            | —                                                           | 30 marca 1990             | ASCII                   |
| Best Play Pro Yakyuu '90                                           | —                                                           | 13 grudnia 1990           | ASCII                   |
| Best Play Pro Yakyuu Special                                       | —                                                           | 16 października 1992      | ASCII                   |
| Bikkuri Nekketsu Shin Kiroku! Harukanaru Kin Medal                 | Crash 'n the Boys: Street Challenge                         | 26 czerwca 1992           | Technos Japan           |
| Bikkuriman World: Gekitou Sei Senshi                               | —                                                           | 27 lipca 1990             | Hudson Soft             |
| Binary Land                                                        | —                                                           | 19 grudnia 1985           | Hudson Soft             |
| Bio Miracle Bokutte Upa                                            | —                                                           | 26 lutego 1993            | Konami                  |
| Bio Senshi Dan: Increaser to no Tatakai                            | —                                                           | 22 września 1987          | Jaleco                  |
| Bird Week                                                          | —                                                           | 3 czerwca 1986            | Toshiba EMI             |
| Black Bass                                                         | —                                                           | 6 lutego 1987             | Hot B                   |
| Black Bass 2                                                       | Black Bass                                                  | 18 października 1988      | Hot B                   |
| Blodia Land: Puzzle Quest                                          | —                                                           | 11 sierpnia 1990          | Tonkin House            |
| Bloody Warriors: Shan-Go no Gyakushuu                              | —                                                           | 19 października 1990      | Toei Animation          |
| Blue Marlin: Tsuri Kichi Sanpei                                    | Blue Marlin                                                 | 27 grudnia 1991           | Hot B                   |
| Bokosuka Wars                                                      | —                                                           | 14 grudnia 1985           | ASCII                   |
| Bomber King                                                        | Robowarrior                                                 | 7 sierpnia 1987           | Hudson Soft             |
| Bomberman                                                          | Bomberman                                                   | 19 grudnia 1985           | Hudson Soft             |
| Bomberman II                                                       | Bomberman II                                                | 28 czerwca 1991           | Hudson Soft             |
| Booby Kids                                                         | —                                                           | 10 lipca 1987             | Nihon Bussan            |
| Boulder Dash                                                       | Boulder Dash                                                | 23 marca 1990             | Data East               |
| Bubble Bobble 2                                                    | Bubble Bobble Part 2                                        | 5 marca 1993              | Taito                   |
| Bucky O’Hare                                                       | Bucky O’Hare                                                | 37 sierpnia 1992          | Konami                  |
| Buggy Popper                                                       | Bump 'n' Jump                                               | 8 października 1986       | Data East               |
| Burai Fighter                                                      | Burai Fighter                                               | 20 lipca 1990             | Taito                   |
| BurgerTime                                                         | BurgerTime                                                  | 27 listopada 1985         | Namco                   |
| Business Wars                                                      | —                                                           | 24 stycznia 1992          | Hect                    |
| Cadillac                                                           | —                                                           | 2 lutego 1990             | Hect                    |
| Capcom Barcelona '92                                               | Capcom's Gold Medal Challenge '92                           | 5 czerwca 1992            | Capcom                  |
| Captain Ed                                                         | —                                                           | 25 sierpnia 1989          | CBS Sony Group          |
| Captain Saver                                                      | Power Blade 2                                               | 29 września 1992          | Taito                   |
| Captain Silver                                                     | —                                                           | 16 grudnia 1988           | Tokuma Shoten           |
| Captain Tsubasa                                                    | Tecmo Cup Soccer Game                                       | 28 kwietnia 1988          | Tecmo                   |
| Captain Tsubasa Vol. II: Super Striker                             | —                                                           | 20 lipca 1990             | Tecmo                   |
| Casino Derby & Super Bingo                                         | —                                                           | 19 marca 1993             | Yonezawa PR21           |
| Castle Excellent                                                   | Castlequest                                                 | 28 listopada 1986         | ASCII                   |
| Castle Quest                                                       | —                                                           | 19 kwietnia 1990          | Hudson Soft             |
| Chack'n Pop                                                        | —                                                           | 24 maja 1985              | Taito                   |
| Challenger                                                         | —                                                           | 15 października 1985      | Hudson Soft             |
| Championship Bowling                                               | Championship Bowling                                        | 8 lutego 1991             | Athena                  |
| Championship Lode Runner                                           | —                                                           | 17 kwietnia 1985          | Hudson Soft             |
| Chaos World                                                        | —                                                           | 25 października 1991      | Natsume                 |
| Chester Field: Ankoku Shin heno Chousen                            | —                                                           | 30 lipca 1987             | Vic Tokai               |
| Chibi Maruko-Chan: Uki Uki Shopping                                | —                                                           | 4 października 1991       | Namco                   |
| Chiisana Obake: Achhi Sochhi Kocchi                                | —                                                           | 4 grudnia 1992            | VAP                     |
| Chiki Chiki Machine Mou Race                                       | Wacky Races                                                 | 25 grudnia 1991           | Atlus                   |
| Chip to Dale no Daisakusen                                         | Chip ’n Dale: Rescue Rangers                                | 8 czerwca 1990            | Capcom                  |
| Chip to Dale no Daisakusen 2                                       | Chip ’n Dale: Rescue Rangers 2                              | 10 grudnia 1993           | Capcom                  |
| Chitei Senkou Bazolder                                             | Wurm: Journey to the Center of the Earth                    | 15 listopada 1991         | SOFEL                   |
| Chiyonofuji no Oicho                                               | —                                                           | 7 grudnia 1990            | Face                    |
| Choplifter                                                         | —                                                           | 26 czerwca 1986           | Jaleco                  |
| Chou-Wakusei Senki MetaFight                                       | Blaster Master                                              | 17 czerwca 1988           | Sunsoft                 |
| Choujikuu Yousai Macross                                           | —                                                           | 10 grudnia 1985           | Namco                   |
| Chojin Sentai Jetman                                               | —                                                           | 21 grudnia 1991           | Angel                   |
| Choujin Ultra Baseball                                             | Baseball Simulator 1.000                                    | 27 października 1989      | Culture Brain           |
| Choujinrou Senki Warwolf                                           | Werewolf: The Last Warrior                                  | 28 czerwca 1991           | Takara                  |
| Chuugoku Janshi Story: Tonpuu                                      | —                                                           | 23 grudnia 1989           | Natsume                 |
| Chuugoku Senseijutsu                                               | —                                                           | 29 listopada 1988         | Natsume                 |
| Chuuka Taisen                                                      | —                                                           | 22 września 1989          | Taito                   |
| Circus Charlie                                                     | —                                                           | 4 marca 1986              | Soft Pro                |
| City Adventure Touch: Mystery of Triangle                          | —                                                           | 14 marca 1987             | Toho                    |
| City Connection                                                    | City Connection                                             | 27 września 1985          | Jaleco                  |
| Clu Clu Land                                                       | Clu Clu Land                                                | 22 listopada 1984         | Nintendo                |
| Cobra Command                                                      | Cobra Command                                               | 21 października 1988      | Data East               |
| Cocoron                                                            | —                                                           | 3 maja 1991               | Takeru                  |
| Columbus: Ougon no Yoake                                           | —                                                           | 20 listopada 1992         | Tomy                    |
| Conflict                                                           | Conflict                                                    | 1 grudnia 1989            | Vic Tokai               |
| Contra                                                             | Contra/Probotector/Gryzor                                   | 9 lutego 1988             | Konami                  |
| Cosmic Epsilon                                                     | —                                                           | 24 listopada 1989         | Asmik                   |
| Cosmic Wars                                                        | —                                                           | 4 sierpnia 1989           | Konami                  |
| Cosmo Genesis                                                      | Star Voyager                                                | 23 grudnia 1986           | ASCII                   |
| Cosmo Police Galivan                                               | —                                                           | 3 czerwca 1988            | Nihon Bussan            |
| Crayon Shin-Chan: Ora to Poi Poi                                   | —                                                           | 27 sierpnia 1993          | Bandai                  |
| Crazy Climber                                                      | —                                                           | 26 grudnia 1986           | Nihon Bussan            |
| Crisis Force                                                       | —                                                           | 27 sierpnia 1991          | Konami                  |
| Cross Fire                                                         | Cross Fire                                                  | 2 listopada 1990          | Kyugo Boueki            |
| Cycle Race: Road Man                                               | —                                                           | 17 grudnia 1988           | Tonkin House            |
| Dai-2-Ji Super Robot Taisen                                        | —                                                           | 19 grudnia 1991           | Bandai                  |
| Daikaijyu Deburasu                                                 | —                                                           | 21 grudnia 1990           | Data East               |
| Daikoukai Jidai                                                    | Uncharted Waters                                            | 15 marca 1991             | Koei                    |
| Daiku no Gen-San                                                   | Hammerin' Harry                                             | 15 listopada 1991         | Irem                    |
| Daiku no Gen-San 2                                                 | —                                                           | 22 października 1993      | Irem                    |
| Daimeiro                                                           | —                                                           | 30 listopada 1990         | Epoch                   |
| Daisenryaku                                                        | —                                                           | 11 października 1988      | Bothtec                 |
| Daiva                                                              | —                                                           | 5 grudnia 1986            | Toshiba EMI             |
| Dark Lord                                                          | —                                                           | 8 lutego 1991             | Data East               |
| Dash Yarou                                                         | Rally Bike                                                  | 15 czerwca 1990           | Visco                   |
| Datsugoku                                                          | P.O.W.: Prisoners of War                                    | 30 czerwca 1989           | K Amusements            |
| De-Block                                                           | —                                                           | 9 sierpnia 1991           | Athena                  |
| Deep Dungeon III                                                   | —                                                           | 13 maja 1988              | Square                  |
| Deep Dungeon IV                                                    | —                                                           | 6 kwietnia 1990           | Asmik                   |
| Deja Vu                                                            | Deja Vu                                                     | 22 listopada 1988         | Kemco                   |
| Dengeki Big Bang!                                                  | Clash at Demonhead                                          | 27 stycznia 1989          | Vic Tokai               |
| Densetsu no Kishi Elrond                                           | Wizards & Warriors                                          | 15 lipca 1988             | Jaleco                  |
| Derby Stallion Zengokuban                                          | —                                                           | 29 września 1992          | ASCII                   |
| Devilman                                                           | —                                                           | 25 kwietnia 1989          | Namco                   |
| Devil World                                                        | —                                                           | 5 października 1984       | Nintendo                |
| Dezaemon                                                           | —                                                           | 13 sierpnia 1991          | Athena                  |
| Die Hard                                                           | Die Hard                                                    | 19 lipca 1991             | Pack-In-Video           |
| Dig Dug                                                            | —                                                           | 4 czerwca 1985            | Namco                   |
| Dig Dug II                                                         | Dig Dug II                                                  | 18 kwietnia 1986          | Namco                   |
| Digital Devil Monogatari Megami Tensei                             | —                                                           | 11 sierpnia 1987          | Namco                   |
| Digital Devil Monogatari: Megami Tensei II                         | —                                                           | 6 kwietnia 1991           | Namco                   |
| Doki! Doki! Yūenchi: Crazy Land Daisakusen                         | Trolls in Crazyland                                         | 9 września 1991           | VAP                     |
| Dokuganryu Masamune                                                | —                                                           | 5 kwietnia 1988           | Namco                   |
| Don Doko Don                                                       | —                                                           | 9 marca 1990              | Taito                   |
| Don Doko Don 2                                                     | —                                                           | 31 stycznia 1992          | Taito                   |
| Donald Duck                                                        | Snoopy's Silly Sports Spectacular                           | 22 września 1988          | Kemco                   |
| Donald Land                                                        | —                                                           | 29 stycznia 1988          | Data East               |
| Donkey Kong                                                        | Donkey Kong                                                 | 15 lipca 1983             | Nintendo                |
| Donkey Kong 3                                                      | Donkey Kong 3                                               | 4 lipca 1984              | Nintendo                |
| Donkey Kong Jr. Math                                               | Donkey Kong Jr. Math                                        | 12 grudnia 1983           | Nintendo                |
| Donkey Kong Jr.                                                    | Donkey Kong Jr.                                             | 15 lipca 1983             | Nintendo                |
| Door Door                                                          | —                                                           | 18 lipca 1985             | Enix                    |
| Doraemon                                                           | —                                                           | 12 grudnia 1986           | Hudson Soft             |
| Doraemon: Giga Zombie no Gyakushū                                  | —                                                           | 14 września 1990          | Epoch                   |
| Double Dragon                                                      | Double Dragon                                               | 8 kwietnia 1988           | Technos Japan           |
| Double Dragon II: The Revenge                                      | Double Dragon II: The Revenge                               | 22 grudnia 1989(dts)      | Technos Japan           |
| Double Dragon III: The Rosetta Stone                               | Double Dragon III: The Rosetta Stone                        | 22 lutego 1991(dts)       | Technos Japan           |
| Double Moon Densetsu                                               | —                                                           | 30 października 1992(dts) | NCS                     |
| Dough Boy                                                          | —                                                           | 11 grudnia 1985(dts)      | Kemco                   |
| Downtown Nekketsu Koushinkyoku: Soreyuke Daiundoukai               | —                                                           | 12 października 1990(dts) | Technos Japan           |
| Downtown Nekketsu Monogatari                                       | River City Ransom/Street Gangs                              | 25 kwietnia 1989(dts)     | Technos Japan           |
| Dr. Mario                                                          | Dr. Mario                                                   | 27 lipca 1990(dts)        | Nintendo                |
| Dragon Ball 3: Gokuuden                                            | —                                                           | 27 października 1989(dts) | Bandai                  |
| Dragon Ball Z                                                      | —                                                           | 27 października 1990(dts) | Bandai                  |
| Dragon Ball Z Gaiden: Saiya-jin Zetsumetsu Keikaku                 | —                                                           | 6 sierpnia 1993(dts)      | Bandai                  |
| Dragon Ball Z II: Gekigami Freeza                                  | —                                                           | 10 sierpnia 1991(dts)     | Bandai                  |
| Dragon Ball Z III: Ressen Jinzou Ningen                            | —                                                           | 7 sierpnia 1992(dts)      | Bandai                  |
| Dragon Ball Z: Gekitou Tenkaichi Budokai                           | —                                                           | 29 grudnia 1992(dts)      | Bandai                  |
| Dragon Ball: Daimaou Fukkatsu                                      | —                                                           | 12 sierpnia 1988(dts)     | Bandai                  |
| Dragon Ball: Shenron no Nazo                                       | Dragon Power                                                | 27 listopada 1986(dts)    | Bandai                  |
| Dragon Buster                                                      | —                                                           | 7 stycznia 1987(dts)      | Namco                   |
| Dragon Buster II                                                   | —                                                           | 27 kwietnia 1989(dts)     | Namco                   |
| Dragon Fighter                                                     | Dragon Fighter                                              | 10 sierpnia 1990(dts)     | Towachiki               |
| Dragon Ninja                                                       | Bad Dudes                                                   | 14 lipca 1989(dts)        | Namco                   |
| Dragon Quest                                                       | Dragon Warrior                                              | 27 maja 1986(dts)         | Enix                    |
| Dragon Quest II                                                    | Dragon Warrior II                                           | 26 stycznia 1987(dts)     | Enix                    |
| Dragon Quest III                                                   | Dragon Warrior III                                          | 10 lutego 1988(dts)       | Enix                    |
| Dragon Quest IV                                                    | Dragon Warrior IV                                           | 11 lutego 1990(dts)       | Enix                    |
| Dragon Scroll                                                      | —                                                           | 4 grudnia 1987(dts)       | Konami                  |
| Dragon Slayer IV: Drasle Family                                    | Legacy of the Wizard                                        | 17 lipca 1987(dts)        | Namco                   |
| Dragon Spirit: Aratanaru Densetsu                                  | Dragon Spirit                                               | 14 kwietnia 1989(dts)     | Namco                   |
| Dragon Unit                                                        | Castle of Dragon                                            | 27 lutego 1990(dts)       | SETA                    |
| Dragon Wars                                                        | —                                                           | 9 sierpnia 1991(dts)      | Kemco                   |
| Dragon’s Lair                                                      | Dragon’s Lair                                               | 20 września 1991(dts)     | Epic/Sony Records       |
| Dream Master                                                       | —                                                           | 22 września 1992(dts)     | Namco                   |
| Duck Hunt                                                          | Duck Hunt                                                   | 21 kwietnia 1984(dts)     | Nintendo                |
| DuckTales II                                                       | DuckTales II                                                | 23 kwietnia 1993(dts)     | Capcom                  |
| Dungeon Kid                                                        | —                                                           | 31 sierpnia 1990(dts)     | Quest Corporation       |
| Dungeon & Magic: Sword of Element                                  | Dungeon Magic: Sword of the Elements                        | 10 listopada 1989(dts)    | Natsume                 |
| Dynamite Batman                                                    | Batman: Return of the Joker                                 | 20 grudnia 1991(dts)      | Sunsoft                 |
| Dynamite Bowl                                                      | —                                                           | 24 maja 1987(dts)         | Toshiba EMI             |
| Eggerland: Meikyu no Fukkatsu                                      | —                                                           | 9 sierpnia 1988(dts)      | HAL                     |
| Egypt                                                              | —                                                           | 31 maja 1991(dts)         | Human Entertainment     |
| Elevator Action                                                    | Elevator Action                                             | 28 czerwca 1985(dts)      | Taito                   |
| Elnark no Zaihou - Erunaaku No Zaihou                              | —                                                           | 10 sierpnia 1987(dts)     | Towachiki               |
| Elysion                                                            | —                                                           | 28 kwietnia 1988(dts)     | Tokyo Shoseki           |
| Emoyan no 10-bai Pro Yakyuu                                        | —                                                           | 19 grudnia 1989(dts)      | Hect                    |
| Erika to Satoru no Yume Boken                                      | —                                                           | 27 września 1988(dts)     | Namco                   |
| Esper Boukentai                                                    | —                                                           | 13 października 1987(dts) | Jaleco                  |
| Esper Dream 2                                                      | —                                                           | 26 czerwca 1992(dts)      | Konami                  |
| Excitebike                                                         | Excitebike                                                  | 30 listopada 1984(dts)    | Nintendo                |
| Exciting Boxing                                                    | —                                                           | 16 grudnia 1987(dts)      | Konami                  |
| Exciting Rally                                                     | Championship Rally                                          | 24 kwietnia 1992(dts)     | HAL                     |
| Exed Exes                                                          | —                                                           | 21 grudnia 1985(dts)      | Tokuma Shoten           |
| Exerion                                                            | —                                                           | 11 lutego 1985(dts)       | Jaleco                  |
| F1 Circus                                                          | —                                                           | 7 lutego 1992(dts)        | Nihon Bussan            |
| F-1 Sensation                                                      | —                                                           | 29 stycznia 1993(dts)     | Konami                  |
| F-1 Race                                                           | —                                                           | 2 listopada 1984(dts)     | Nintendo                |
| Famicom Igo Nyuumon                                                | —                                                           | 29 listopada 1991(dts)    | I'Max                   |
| Famicom Jump: Hero Retsuden                                        | —                                                           | 15 lutego 1989(dts)       | Bandai                  |
| Famicom Jump II: The Strongest Seven                               | —                                                           | 2 grudnia 1991(dts)       | Bandai                  |
| Famicom Meijinsen                                                  | —                                                           | 2 września 1988(dts)      | SNK                     |
| Famicom Shougi: Ryuu-Ou-Sen                                        | —                                                           | 15 lutego 1991(dts)       | I'Max                   |
| Famicom Top Management                                             | —                                                           | 12 grudnia 1990(dts)      | Koei                    |
| Famicom Wars                                                       | —                                                           | 12 sierpnia 1988(dts)     | Nintendo                |
| Famicom Yakyuuban                                                  | —                                                           | 15 grudnia 1989(dts)      | Epoch                   |
| Family Block                                                       | Thunder & Lightning                                         | 12 kwietnia 1991(dts)     | Athena                  |
| Family Boxing                                                      | Ring King                                                   | 19 czerwca 1987(dts)      | Namco                   |
| Family Circuit                                                     | —                                                           | 6 lutego 1988(dts)        | Namco                   |
| Family Circuit '91                                                 | —                                                           | 19 lipca 1991(dts)        | Namco                   |
| Family Computer Othello                                            | —                                                           | 13 listopada 1986(dts)    | Kawada, Co. Ltd         |
| Family Jockey                                                      | —                                                           | 24 kwietnia 1987(dts)     | Namco                   |
| Family Mahjong                                                     | —                                                           | 11 sierpnia 1987(dts)     | Namco                   |
| Family Mahjong II: Shanghai he no Michi                            | —                                                           | 25 listopada 1988(dts)    | Namco                   |
| Family Pinball                                                     | Rock 'n Ball                                                | 24 marca 1989(dts)        | Namco                   |
| Family Quiz                                                        | —                                                           | 16 listopada 1988(dts)    | Athena                  |
| Family Tennis                                                      | —                                                           | 11 grudnia 1987(dts)      | Namco                   |
| Family Trainer: Aerobics Studio                                    | Dance Aerobics                                              | 26 lutego 1987(dts)       | Bandai                  |
| Family Trainer: Athletic World                                     | —                                                           | 12 listopada 1986(dts)    | Bandai                  |
| Family Trainer: Daiondoukai                                        | Super Team Games                                            | 27 listopada 1987(dts)    | Bandai                  |
| Family Trainer: Fuuun! Takeshi Shiro 2                             | —                                                           | 20 grudnia 1988(dts)      | Bandai                  |
| Family Trainer: Jogging Race                                       | —                                                           | 28 maja 1987(dts)         | Bandai                  |
| Family Trainer: Manhattan Police                                   | Street Cop                                                  | 31 sierpnia 1987(dts)     | Bandai                  |
| Family Trainer: Meiro Daisakusen                                   | —                                                           | 31 lipca 1987(dts)        | Bandai                  |
| Family Trainer: Rai Rai! Kyonshizu:Baby Kyonshi no Amida Daibouken | —                                                           | 26 stycznia 1988(dts)     | Bandai                  |
| Family Trainer: Running Stadium                                    | World Class Track Meet, Stadium Events                      | 23 grudnia 1986(dts)      | Bandai                  |
| Family Trainer: Tostugeki! Fuuun Takeshi Shiro                     | —                                                           | 28 grudnia 1987(dts)      | Bandai                  |
| Famista '89 Kaimaku Ban!!                                          | —                                                           | 28 lipca 1989(dts)        | Namco                   |
| Famista '90                                                        | —                                                           | 19 grudnia 1989(dts)      | Namco                   |
| Famista '91                                                        | —                                                           | 21 grudnia 1990(dts)      | Namco                   |
| Famista '92                                                        | —                                                           | 20 grudnia 1991(dts)      | Namco                   |
| Famista '93                                                        | —                                                           | 22 grudnia 1992(dts)      | Namco                   |
| Famista '94                                                        | —                                                           | 1 grudnia 1993(dts)       | Namco                   |
| Fantasy Zone                                                       | —                                                           | 20 lipca 1987(dts)        | Sunsoft                 |
| Fantasy Zone 2: The Teardrop of Opa-Opa                            | —                                                           | 20 grudnia 1988(dts)      | Sunsoft                 |
| Faria Fuuin no Tsurugi                                             | Faria: A World of Mystery and Danger                        | 21 lipca 1989(dts)        | Hi-Score Media Work     |
| Faxanadu                                                           | Faxanadu                                                    | 16 listopada 1987(dts)    | Hudson Soft             |
| FC Genjin                                                          | Bonk's Adventure                                            | 30 lipca 1993(dts)        | Hudson Soft             |
| Ferrari                                                            | Ferrari Grand Prix Challenge                                | 13 listopada 1992(dts)    | Coconuts Japan          |
| Field Combat                                                       | —                                                           | 9 lipca 1985(dts)         | Jaleco                  |
| Fighting Golf                                                      | Lee Trevino's Fighting Golf                                 | 24 marca 1988(dts)        | SNK                     |
| Fighting Road                                                      | —                                                           | 13 grudnia 1988(dts)      | Toei Animation          |
| Final Fantasy                                                      | Final Fantasy                                               | 18 grudnia 1987(dts)      | Square                  |
| Final Fantasy I+II                                                 | —                                                           | 27 lutego 1994(dts)       | Square                  |
| Final Fantasy II                                                   | —                                                           | 17 grudnia 1988(dts)      | Square                  |
| Final Fantasy III                                                  | —                                                           | 27 kwietnia 1990(dts)     | Square                  |
| Final Lap                                                          | —                                                           | 12 sierpnia 1988(dts)     | Namco                   |
| Final Mission                                                      | S.C.A.T.: Special Cybernetic Attack Team                    | 22 czerwca 1990(dts)      | Natsume                 |
| Fire Emblem                                                        | —                                                           | 20 kwietnia 1990(dts)     | Nintendo                |
| Fire Emblem Gaiden                                                 | —                                                           | 14 marca 1992(dts)        | Nintendo                |
| Flappy                                                             | —                                                           | 14 czerwca 1985(dts)      | DB Soft                 |
| Fleet Commander                                                    | —                                                           | 29 marca 1988(dts)        | ASCII                   |
| Flintstones: Rescue of Dino and Hoppy                              | Flintstones: The Rescue of Dino & Hoppy                     | 7 sierpnia 1992(dts)      | Taito                   |
| Flipull                                                            | —                                                           | 15 grudnia 1989(dts)      | Taito                   |
| Flying Hero                                                        | —                                                           | 17 lutego 1989(dts)       | Epic/Sony Records       |
| Formation Z                                                        | —                                                           | 4 kwietnia 1985(dts)      | Jaleco                  |
| Front Line                                                         | —                                                           | 1 sierpnia 1985(dts)      | Taito                   |
| Fudou Myououden                                                    | Demon Sword                                                 | 29 marca 1988(dts)        | Taito                   |
| Fushigi na Blobby                                                  | A Boy and His Blob                                          | 29 listopada 1990(dts)    | Jaleco                  |
| Fushigi no Umi Nadia: The Secret of Blue Water                     | —                                                           | 15 marca 1991(dts)        | Toho                    |
| Fuzzical Fighter                                                   | —                                                           | 17 maja 1991(dts)         | Sigma Entertainment     |
| Galaga                                                             | Galaga: Demons of Death                                     | 15 lutego 1985(dts)       | Namco                   |
| Galaxian                                                           | —                                                           | 7 września 1984(dts)      | Namco                   |
| Gambler Jiko Chuushinha                                            | —                                                           | 11 listopada 1988(dts)    | Asmik                   |
| Gambler Jiko Chuushinha 2                                          | —                                                           | 7 grudnia 1990(dts)       | Asmik                   |
| Game Party                                                         | —                                                           | 3 sierpnia 1990(dts)      | Coconuts Japan          |
| Ganbare Goemon! Karakuri Dōchū                                     | —                                                           | 30 lipca 1986(dts)        | Konami                  |
| Ganbare Goemon 2                                                   | —                                                           | 4 stycznia 1989(dts)      | Konami                  |
| Ganbare Goemon Gaiden: Kieta Ougon Kiseru                          | —                                                           | 5 stycznia 1990(dts)      | Konami                  |
| Ganbare Goemon Gaiden 2                                            | —                                                           | 3 stycznia 1992(dts)      | Konami                  |
| Ganbare Pennant Race!                                              | —                                                           | 28 lutego 1989(dts)       | Konami                  |
| Ganso Saiyūki: Super Monkey Daibōken                               | —                                                           | 21 listopada 1986(dts)    | Video and Audio Project |
| Gegege no Kitaro: Youkai Daimakyou                                 | Ninja Kid                                                   | 17 kwietnia 1986(dts)     | Bandai                  |
| Gegege no Kitaro 2                                                 | —                                                           | 22 grudnia 1987(dts)      | Bandai                  |
| Geimos                                                             | —                                                           | 28 sierpnia 1985(dts)     | ASCII                   |
| Gekikame Ninja Den                                                 | Teenage Mutant Ninja Turtles                                | 12 maja 1989(dts)         | Konami                  |
| Gekitotsu Shiku Battle                                             | —                                                           | 17 listopada 1989(dts)    | Irem                    |
| Gekitou Pro Wrestling!! Toukon Densetsu                            | Tecmo World Wrestling                                       | 1 września 1989(dts)      | Tecmo                   |
| Gekitou!! Stadium                                                  | Bad News Baseball                                           | 15 grudnia 1989(dts)      | Tecmo                   |
| Genpei Touma Den                                                   | —                                                           | 21 października 1988(dts) | Namco                   |
| Getsu Fuuma Den                                                    | —                                                           | 7 lipca 1987(dts)         | Konami                  |
| Ghostbusters                                                       | Ghostbusters                                                | 22 września 1986(dts)     | Tokuma Shoten           |
| Gimme a Break: Shijou Saikyou no Quiz Ou Ketteisen                 | —                                                           | 13 grudnia 1991(dts)      | Yonezawa PR21           |
| Gimme a Break: Shijou Saikyou no Quiz Ou Ketteisen 2               | —                                                           | 28 sierpnia 1992(dts)     | Yonezawa PR21           |
| Gimmick!                                                           | Mr. Gimmick                                                 | 31 stycznia 1992(dts)     | Sunsoft                 |
| Ginga Eiyuu Densetsu                                               | —                                                           | 21 grudnia 1988(dts)      | Kemco                   |
| Ginga no Sannin                                                    | —                                                           | 15 grudnia 1987(dts)      | Nintendo                |
| God Slayer: Haruka Tenkū no Sonata                                 | Crystalis                                                   | 13 kwietnia 1990(dts)     | SNK                     |
| Gojira                                                             | Godzilla: Monster of Monsters                               | 9 grudnia 1988(dts)       | Toho                    |
| Golf                                                               | Golf                                                        | 1 maja 1984(dts)          | Nintendo                |
| Golf '92                                                           | —                                                           | 3 lipca 1992(dts)         | G.O.1                   |
| Golf Club: Birdie Rush                                             | —                                                           | 9 grudnia 1987(dts)       | Data East               |
| Golf Grand Slam                                                    | —                                                           | 13 stycznia 1991(dts)     | Hect                    |
| Golf-kko Open                                                      | —                                                           | 25 listopada 1989(dts)    | Taito                   |
| Golgo 13: Kamigami no Koukon                                       | Golgo 13: Top Secret Episode                                | 26 marca 1988(dts)        | Vic Tokai               |
| Golgo 13 II                                                        | Mafat Conspiracy                                            | 27 lipca 1990(dts)        | Vic Tokai               |
| Gomoku Narabe Renju                                                | —                                                           | 27 sierpnia 1983(dts)     | Nintendo                |
| Goonies                                                            | —                                                           | 21 lutego 1986(dts)       | Konami                  |
| Goonies II: Fratelli Saigo no Chousen                              | Goonies II                                                  | 18 marca 1987(dts)        | Konami                  |
| Gorby no Pipeline Daisakusen                                       | —                                                           | 12 kwietnia 1991(dts)     | Tokuma Shoten           |
| Gorilla Man                                                        | —                                                           | 28 kwietnia 1993(dts)     | Yonezawa PR21           |
| Gozonji Yajikitatin Douchuu                                        | —                                                           | 7 listopada 1989(dts)     | HAL                     |
| Gradius                                                            | Gradius                                                     | 25 kwietnia 1986(dts)     | Konami                  |
| Gradius II                                                         | —                                                           | 16 grudnia 1988(dts)      | Konami                  |
| Grand Master                                                       | —                                                           | 26 lutego 1991(dts)       | Varie                   |
| Great Battle Cyber                                                 | —                                                           | 25 grudnia 1992(dts)      | Banpresto               |
| Great Boxing – Rush Up                                             | World Champ                                                 | 7 grudnia 1990(dts)       | Visco                   |
| Great Deal                                                         | —                                                           | 25 października 1991(dts) | Hect                    |
| Great Tank                                                         | Iron Tank                                                   | 29 lipca 1988(dts)        | SNK                     |
| Gremlins 2: The New Batch                                          | Gremlins 2: The New Batch                                   | 14 grudnia 1990(dts)      | Sunsoft                 |
| Guardic Gaiden                                                     | Guardian Legend                                             | 5 lutego 1988(dts)        | Irem                    |
| Guevara                                                            | Guerilla War                                                | 26 grudnia 1988(dts)      | SNK                     |
| Gun Hed                                                            | —                                                           | 13 kwietnia 1990(dts)     | Varie                   |
| Gun-Nac                                                            | Gun-Nac                                                     | 5 października 1990(dts)  | Tonkin House            |
| Gun Sight                                                          | Laser Invasion                                              | 15 marca 1991(dts)        | Konami                  |
| Gun-Dec                                                            | Vice: Project Doom                                          | 26 kwietnia 1991(dts)     | Sammy                   |
| Gyrodine                                                           | —                                                           | 13 marca 1986(dts)        | Taito                   |
| Haja No Fuuin: Miracle Warriors                                    | —                                                           | 13 października 1987(dts) | ASCII                   |
| Hana no Star Kaidou                                                | —                                                           | 17 marca 1987(dts)        | Victor Interactive      |
| Hanjuku Hero                                                       | —                                                           | 2 grudnia 1988(dts)       | Square                  |
| Happy Birthday Bugs                                                | Bugs Bunny Birthday Blowout                                 | 3 sierpnia 1990(dts)      | Kemco                   |
| Hatris                                                             | Hatris                                                      | 6 lipca 1990(dts)         | Bullet-Proof Software   |
| Hayauchi Super Igo                                                 | —                                                           | 3 marca 1989(dts)         | Namco                   |
| Heavy Barrel                                                       | Heavy Barrel                                                | 2 marca 1990(dts)         | Data East               |
| Hebereke                                                           | Ufouria                                                     | 20 września 1991(dts)     | Sunsoft                 |
| Hector '87                                                         | Starship Hector                                             | 16 lipca 1987(dts)        | Hudson Soft             |
| Heisei Tensai Bakabon                                              | —                                                           | 6 grudnia 1991(dts)       | Namco                   |
| Hello Kitty no Hanabatake                                          | —                                                           | 11 grudnia 1992(dts)      | Character Soft          |
| Hello Kitty World                                                  | —                                                           | 27 marca 1992(dts)        | Character Soft          |
| Heracles no Eikou: Toujin Makyouden                                | —                                                           | 12 czerwca 1987(dts)      | Data East               |
| Heracles no Eikou II: Titan no Metsubou                            | —                                                           | 23 grudnia 1989(dts)      | Data East               |
| Hi no Tori Hououhen: Gaou no Bouken                                | —                                                           | 4 stycznia 1987(dts)      | Konami                  |
| Highway Star                                                       | Rad Racer                                                   | 7 sierpnia 1987(dts)      | Square                  |
| Hirake! Ponkikki                                                   | —                                                           | 17 kwietnia 1992(dts)     | Takara                  |
| Hiryu no Ken                                                       | Flying Dragon: The Secret Scroll                            | 14 lutego 1987(dts)       | Culture Brain           |
| Hiryu no Ken II                                                    | —                                                           | 29 lipca 1988(dts)        | Culture Brain           |
| Hiryu no Ken III: 5 Nin no Ryuu Senshi                             | —                                                           | 21 czerwca 1991(dts)      | Culture Brain           |
| Hiryu no Ken Special: Fighting Wars                                | —                                                           | 21 czerwca 1991(dts)      | Culture Brain           |
| Hissatsu Doujou Yaburi                                             | —                                                           | 18 lipca 1989(dts)        | Sigma Entertainment     |
| Hissatsu Shigotojin                                                | —                                                           | 15 grudnia 1990(dts)      | Banpresto               |
| Hitler no Fukkatsu: Top Secret                                     | Bionic Commando                                             | 20 lipca 1988(dts)        | Capcom                  |
| Hogan's Alley                                                      | Hogan's Alley                                               | 12 czerwca 1984(dts)      | Nintendo                |
| Hokkaidou Rensa Satsujin: Ohotsuku ni Kiyu                         | —                                                           | 27 czerwca 1987(dts)      | ASCII                   |
| Hokuto no Ken                                                      | —                                                           | 10 sierpnia 1986(dts)     | Toei Animation          |
| Hokuto no Ken 2                                                    | Fist of the North Star                                      | 17 kwietnia 1987(dts)     | Toei Animation          |
| Hokuto no Ken 3                                                    | —                                                           | 19 października 1989(dts) | Toei Animation          |
| Hokuto no Ken 4                                                    | —                                                           | 29 marca 1991(dts)        | Toei Animation          |
| Holy Diver                                                         | —                                                           | 28 kwietnia 1989(dts)     | Irem                    |
| Home Run Night                                                     | —                                                           | 31 marca 1989(dts)        | Data East               |
| Home Run Night '90                                                 | —                                                           | 24 lipca 1990(dts)        | Data East               |
| Honmei                                                             | —                                                           | 28 kwietnia 1989(dts)     | Nihon Bussan            |
| Honoo no Doukyuuji: Dodge Danpei                                   | —                                                           | 27 marca 1992(dts)        | Sunsoft                 |
| Honoo no Doukyuuji: Dodge Danpei 2                                 | —                                                           | 26 marca 1993(dts)        | Sunsoft                 |
| Honshougi: Naitou Kudan Shougi Hiden                               | —                                                           | 10 sierpnia 1985(dts)     | SETA                    |
| Hook                                                               | Hook                                                        | 27 marca 1992(dts)        | Epic/Sony Records       |
| Hoshi no Kirby: Yume no Izume no Monogatari                        | Kirby’s Adventure                                           | 23 marca 1993(dts)        | Nintendo                |
| Hoshi wo Miru Hito                                                 | —                                                           | 27 października 1987(dts) | Hot B                   |
| Hostages                                                           | Rescue: The Embassy Mission                                 | 1 grudnia 1989(dts)       | Kemco                   |
| Hototogisu                                                         | —                                                           | 19 sierpnia 1988(dts)     | Irem                    |
| Hottaman no Chitei Tanken                                          | —                                                           | 6 grudnia 1986(dts)       | Use                     |
| Houma ga Koku                                                      | Dr. Jekyll & Mr. Hyde                                       | 8 kwietnia 1988(dts)      | Toho                    |
| Hudson Hawk                                                        | Hudson Hawk                                                 | 27 grudnia 1991(dts)      | Epic/Sony Records       |
| Hyakkiyakou                                                        | —                                                           | 22 lutego 1989(dts)       | Use                     |
| Hyaku no Sekai no Monogatari                                       | —                                                           | 9 sierpnia 1991(dts)      | ASK                     |
| Hydlide Special                                                    | Hydlide                                                     | 18 marca 1986(dts)        | Toshiba EMI             |
| Hydlide 3                                                          | —                                                           | 17 lutego 1989(dts)       | Namco                   |
| Hyokkori Hyoutan Shima: Nazo no Kaizokusen                         | —                                                           | 25 kwietnia 1992(dts)     | Yutaka                  |
| Hyper Olympic                                                      | Track & Field                                               | 21 czerwca 1985(dts)      | Konami                  |
| Hyper Sports                                                       | —                                                           | 27 września 1985(dts)     | Konami                  |
| I Love Softball                                                    | —                                                           | 19 grudnia 1989(dts)      | Coconuts Japan          |
| Ice Climber                                                        | Ice Climber                                                 | 30 stycznia 1985(dts)     | Nintendo                |
| Ice Hockey                                                         | Ice Hockey                                                  | 21 stycznia 1988(dts)     | Nintendo                |
| Ide Yosuke Meijin no Jissen Mahjong                                | —                                                           | 24 września 1987(dts)     | Capcom                  |
| Ide Yosuke Meijin no Jissen Mahjong II                             | —                                                           | 22 lutego 1991(dts)       | Capcom                  |
| Idol Hakkenden                                                     | —                                                           | 14 września 1989(dts)     | Towachiki               |
| Igo Meikan                                                         | —                                                           | 10 stycznia 1990(dts)     | Hect                    |
| Igo Shinan                                                         | —                                                           | 14 lipca 1989(dts)        | Hect                    |
| Igo Shinan '91                                                     | —                                                           | 5 lipca 1991(dts)         | Hect                    |
| Igo Shinan '92                                                     | —                                                           | 10 marca 1992(dts)        | Hect                    |
| Igo Shinan '93                                                     | —                                                           | 27 listopada 1992(dts)    | Hect                    |
| Igo Shinan '94                                                     | —                                                           | 17 grudnia 1993(dts)      | Hect                    |
| Igo: Kyu Roban Taikyoku                                            | —                                                           | 14 kwietnia 1987(dts)     | Bullet-Proof Software   |
| Ikari                                                              | Ikari Warriors                                              | 26 listopada 1986(dts)    | K Amusement             |
| Ikari II                                                           | Ikari Warriors II: Victory Road                             | 16 kwietnia 1988(dts)     | K Amusement             |
| Ikari III                                                          | Ikari Warriors III: The Rescue                              | 16 marca 1990(dts)        | K Amusement             |
| IkeIke! Nekketsu Hockey-bu                                         | —                                                           | 7 lutego 1992(dts)        | Technos Japan           |
| Ikinari Musician                                                   | —                                                           | 5 marca 1987(dts)         | Tokyo Shoseki           |
| Ikki                                                               | —                                                           | 28 listopada 1985(dts)    | Sunsoft                 |
| Image Fight                                                        | Image Fight                                                 | 16 marca 1990(dts)        | Irem                    |
| Inbou no Wakusei: Shankara                                         | —                                                           | 26 czerwca 1992(dts)      | IGS                     |
| Indora no Hikari                                                   | —                                                           | 20 października 1987(dts) | Kemco                   |
| Insector X                                                         | —                                                           | 21 września 1990(dts)     | Taito                   |
| Ishin no Arashi                                                    | —                                                           | 15 września 1990(dts)     | Koei                    |
| Itadaki Street: Watashi no Oten Niyottete                          | —                                                           | 21 marca 1991(dts)        | ASCII                   |
| Izaki Shuugorou no Keiba Hisshougaku                               | —                                                           | 30 marca 1990(dts)        | Imagineer               |
| J-League Fighting Soccer: The King of Ace Strikers                 | —                                                           | 19 czerwca 1993(dts)      | IGS                     |
| J. League Super Top Players                                        | —                                                           | 22 kwietnia 1994(dts)     | Bandai                  |
| J-League Winning Goal                                              | —                                                           | 27 maja 1994(dts)         | Electronic Arts Victor  |
| Jackie Chan                                                        | Jackie Chan's Action Kung Fu                                | 25 stycznia 1991(dts)     | Hudson Soft             |
| Jajamaru Gekimaden                                                 | —                                                           | 29 maja 1990(dts)         | Jaleco                  |
| Jajamaru Ninpou Chou                                               | —                                                           | 28 marca 1989(dts)        | Jaleco                  |
| JaJaMaru no Daibouken                                              | —                                                           | 22 sierpnia 1986(dts)     | Jaleco                  |
| Jangou                                                             | —                                                           | 30 sierpnia 1990(dts)     | Victor Interactive      |
| Jarin-Ko Chie                                                      | —                                                           | 15 lipca 1988(dts)        | Konami                  |
| Jesus: Kyofu no Bio Monster                                        | —                                                           | 17 marca 1989(dts)        | King Records            |
| Jetsons: Cogswell’s Caper!                                         | Jetsons                                                     | 23 kwietnia 1993(dts)     | Taito                   |
| Jigoku Gokuraku Maru                                               | Kabuki Quantum Fighter                                      | 21 grudnia 1990(dts)      | Pack-In-Video           |
| Jikuu (Toki) no Tabibito                                           | —                                                           | 26 grudnia 1986(dts)      | Kemco                   |
| Jikuu Yuten Debias                                                 | —                                                           | 27 listopada 1987(dts)    | Namco                   |
| Jongbou                                                            | —                                                           | 18 lipca 1987(dts)        | K Amusement             |
| Joust                                                              | Joust                                                       | 30 października 1987(dts) | HAL                     |
| Joy Mech Fight                                                     | —                                                           | 21 maja 1993(dts)         | Nintendo                |
| JuJu Densetsu                                                      | Toki                                                        | 19 lipca 1991(dts)        | Taito                   |
| Jumbo Ozaki no Hole in One Professional                            | —                                                           | 1 lutego 1988(dts)        | HAL                     |
| Jumpin’ Kid: Jack to Mame no Ki Monogatari                         | —                                                           | 19 grudnia 1990(dts)      | Asmik                   |
| Just Breed                                                         | —                                                           | 15 grudnia 1992(dts)      | Enix                    |
| Juuryoku Soukou Metal Storm                                        | Metal Storm                                                 | 24 kwietnia 1992(dts)     | Irem                    |
| Juvei Quest                                                        | —                                                           | 4 stycznia 1991(dts)      | Namco                   |
| Jyuouki                                                            | —                                                           | 20 lipca 1990(dts)        | Asmik                   |
| Kabushiki Doujou                                                   | —                                                           | 2 maja 1989(dts)          | Hect                    |
| Kage                                                               | Shadow of the Ninja, Blue Shadow                            | 10 sierpnia 1990(dts)     | Natsume                 |
| Kage no Densetsu                                                   | Legend of Kage                                              | 18 kwietnia 1986(dts)     | Taito                   |
| Kagerou Densetsu                                                   | —                                                           | 11 maja 1990(dts)         | Pixel Multimedia        |
| Kaguya Hime Densetsu                                               | —                                                           | 16 grudnia 1988(dts)      | Victor Interactive      |
| Kai no Bouken: The Quest of Ki                                     | —                                                           | 22 lipca 1988(dts)        | Namco                   |
| Kaijuu Monogatari                                                  | —                                                           | 18 listopada 1988(dts)    | Namco                   |
| Kaiketsu Yancha Maru                                               | Kid Niki: Radical Ninja                                     | 2 października 1987(dts)  | Irem                    |
| Kaiketsu Yancha Maru 2: Karakuri Land                              | —                                                           | 30 sierpnia 1991(dts)     | Irem                    |
| Kaiketsu Yancha Maru 3                                             | —                                                           | 30 marca 1993(dts)        | Irem                    |
| Kakefu Kimi no Jump Tengoku                                        | Kid Kool                                                    | 22 lipca 1988(dts)        | Vic Tokai               |
| Kame no Ongaeshi                                                   | Xexyz                                                       | 26 sierpnia 1988(dts)     | Hudson Soft             |
| Kamen no Ninja Akakage                                             | —                                                           | 20 maja 1988(dts)         | Toei Animation          |
| Kamen no Ninja Hamaru                                              | Yo! Noid                                                    | 16 marca 1990(dts)        | Capcom                  |
| Kamen Rider Club                                                   | —                                                           | 3 lutego 1988(dts)        | Bandai                  |
| Kamen Rider SD                                                     | —                                                           | 22 stycznia 1993(dts)     | Angel                   |
| Karakuri Kengoden Musashi Lord: Karakuri Jin Shissouru             | —                                                           | 5 października 1991(dts)  | Yutaka                  |
| Karaoke Studio                                                     | —                                                           | 30 lipca 1987(dts)        | Bandai                  |
| Karaoke Studio Senyou Cassette Vol. 1                              | —                                                           | 28 października 1987(dts) | Bandai                  |
| Karaoke Studio Senyou Cassette Vol. 2                              | —                                                           | 18 lutego 1988(dts)       | Bandai                  |
| Karateka                                                           | —                                                           | 5 grudnia 1985(dts)       | Soft Pro                |
| Karnov                                                             | Karnov                                                      | 18 grudnia 1987(dts)      | Namco                   |
| Katte ni Shirokuma                                                 | —                                                           | 15 grudnia 1989(dts)      | CBS Sony Group          |
| Kawa no Nushi Tsuri                                                | —                                                           | 10 sierpnia 1990(dts)     | Pack-In-Video           |
| Kekkyoku Nankyoku Daibouken                                        | —                                                           | 22 kwietnia 1985(dts)     | Konami                  |
| Kero Kero Keroppi no Daibouken                                     | —                                                           | 29 marca 1991(dts)        | Character Soft          |
| Kero Kero Keroppi no Daibouken 2                                   | —                                                           | 19 lutego 1993(dts)       | Character Soft          |
| Keroppi to Kerorii nuno Splash Bomb                                | —                                                           | 1 grudnia 1993(dts)       | Character Soft          |
| Kido Senshi Z-Gundam: Hot Scramble                                 | —                                                           | 28 sierpnia 1986(dts)     | Bandai                  |
| King Kong 2: Ikari no Megaton Punch                                | —                                                           | 18 grudnia 1986(dts)      | Konami                  |
| King of Kings                                                      | —                                                           | 9 grudnia 1988(dts)       | Namco                   |
| King’s Knight                                                      | King’s Knight                                               | 18 września 1986(dts)     | Square                  |
| Kinnikuman: Muscle Tag Match                                       | M.U.S.C.L.E.                                                | 8 listopada 1985(dts)     | Hudson Soft             |
| Kiteretsu Daihyakka                                                | —                                                           | 23 lutego 1990(dts)       | Epoch                   |
| Kitte Rai Da! Gunjin Shougi Nanya Sore?                            | —                                                           | 26 maja 1989(dts)         | SOFEL                   |
| Klax                                                               | —                                                           | 14 grudnia 1990(dts)      | Hudson Soft             |
| Knight Rider                                                       | —                                                           | 30 września 1988(dts)     | Pack-In-Video           |
| Konami Sports in Seoul                                             | Track & Field II                                            | 16 września 1989(dts)     | Konami                  |
| Koufuku o Yobu Game: Dora Dora Dora                                | —                                                           | 25 stycznia 1991(dts)     | Natsume                 |
| Koryu Densetsu Villgust Gaiden                                     | —                                                           | 30 lipca 1993(dts)        | Angel                   |
| Koshien                                                            | —                                                           | 6 października 1989(dts)  | K Amusement             |
| Kujaku Ou                                                          | —                                                           | 21 września 1988(dts)     | Pony Canyon             |
| Kujaku Ou II                                                       | —                                                           | 11 sierpnia 1990(dts)     | Pony Canyon             |
| Kunio-Kun no Jidaigeki dayo Zenin Shuugou: Downtown Special        | —                                                           | 26 lipca 1991(dts)        | Technos Japan           |
| Kunio-Kun no Nekketsu Soccer League                                | —                                                           | 23 kwietnia 1993(dts)     | Technos Japan           |
| Kurogane Hiroshi no Yosou Daisuki! Kachiuma Densetsu               | —                                                           | 20 kwietnia 1990(dts)     | Nihon Bussan            |
| Kyatto Ninden Teyandee                                             | —                                                           | 19 lipca 1991(dts)        | Tecmo                   |
| Kyonshis 2                                                         | —                                                           | 25 września 1987(dts)     | Taito                   |
| Kyoro-Chan Land                                                    | Castelian                                                   | 11 grudnia 1992(dts)      | Hiro                    |
| Kyoryu Sentai Zyuranger                                            | —                                                           | 13 listopada 1992(dts)    | Angel                   |
| Kyouto Hana no Misshitsu Satsujin Jiken - Yamamura Misa Suspense   | —                                                           | 11 lutego 1989(dts)       | Taito                   |
| Kyouto Ryuu no Tera Satsujin Jiken - Yamamura Misa Suspense        | —                                                           | 11 grudnia 1987(dts)      | Taito                   |
| Kyouto Zai Deck Tatsujin Jiken Yamamura Misa Suspense              | —                                                           | 2 listopada 1990(dts)     | Hect                    |
| Kyuukyoku Harikiri Koshien                                         | —                                                           | 19 marca 1992(dts)        | Taito                   |
| Kyuukyoku Harikiri Stadium                                         | —                                                           | 28 czerwca 1988(dts)      | Taito                   |
| Kyuukyoku Harikiri Stadium '88                                     | —                                                           | 16 grudnia 1988(dts)      | Taito                   |
| Kyuukyoku Harikiri Stadium Heisei Gannenhan                        | —                                                           | 21 lipca 1989(dts)        | Taito                   |
| Kyuukyoku Harikiri Stadium III                                     | —                                                           | 1 marca 1991(dts)         | Taito                   |
| Kyuukyoku Tiger                                                    | Twin Cobra                                                  | 4 sierpnia 1989(dts)      | CBS Sony Group          |
| L’Empereur                                                         | L’Empereur                                                  | 23 maja 1991(dts)         | Koei                    |
| Labyrinth                                                          | —                                                           | 7 stycznia 1987(dts)      | Tokuma Shoten           |
| Lagrange Point                                                     | —                                                           | 26 kwietnia 1991(dts)     | Konami                  |
| Last Armageddon                                                    | —                                                           | 10 listopada 1990(dts)    | Bandai                  |
| Law of the West                                                    | —                                                           | 6 marca 1987(dts)         | Pony Canyon             |
| Layla                                                              | —                                                           | 20 grudnia 1986(dts)      | DB Soft                 |
| Little Magic                                                       | —                                                           | 14 września 1990(dts)     | Data East               |
| Little Mermaid                                                     | Little Mermaid                                              | 19 lipca 1991(dts)        | Capcom                  |
| Little Red Hood                                                    | Little Red Hood                                             | 1990                      | Thin Chen Enterprise    |
| Lode Runner                                                        | Lode Runner                                                 | 31 lipca 1984(dts)        | Hudson Soft             |
| Lord of King                                                       | Astyanax                                                    | 21 grudnia 1989(dts)      | Jaleco                  |
| Lost Word of Jenny                                                 | —                                                           | 25 marca 1987(dts)        | Takara                  |
| Lot Lot                                                            | —                                                           | 21 grudnia 1985(dts)      | Tokuma Shoten           |
| Lunar Ball                                                         | Lunar Pool                                                  | 5 grudnia 1985(dts)       | FCI                     |
| Lupin III Sansei: Pandora No Isan                                  | —                                                           | 6 listopada 1987(dts)     | Namco                   |
| Meitantei Holmes: M-Kara no Chousenjou                             | —                                                           | 1 maja 1989(dts)          | Towachiki               |
| Mach Rider                                                         | Mach Rider                                                  | 21 listopada 1985(dts)    | Nintendo                |
| Mad City                                                           | The Adventures of Bayou Billy                               | 12 sierpnia 1988(dts)     | Konami                  |
| Magic Candle                                                       | —                                                           | 6 marca 1992(dts)         | Sammy                   |
| Magic Darts                                                        | Magic Darts                                                 | 26 kwietnia 1991(dts)     | SETA                    |
| Magic John                                                         | Totally Rad                                                 | 28 września 1990(dts)     | Jaleco                  |
| Magical * Taru Ruto-Kun: Fantastic World!!                         | —                                                           | 21 marca 1991(dts)        | Bandai                  |
| Magical * Taru Ruto-Kun 2                                          | —                                                           | 19 czerwca 1992(dts)      | Bandai                  |
| Magical Kids Doropi                                                | Krion Conquest                                              | 14 grudnia 1990(dts)      | Vic Tokai               |
| MagMax                                                             | MagMax                                                      | 19 marca 1986(dts)        | Nihon Bussan            |
| Magnum Kiki Ippatsu: Empire City 1931                              | —                                                           | 25 grudnia 1987(dts)      | Toshiba EMI             |
| MahaRaja                                                           | —                                                           | 29 września 1989(dts)     | Sunsoft                 |
| Mahjong                                                            | —                                                           | 27 sierpnia 1983(dts)     | Nintendo                |
| Mahjong Club Nagatacho: Sousaisen                                  | —                                                           | 25 kwietnia 1991(dts)     | Hect                    |
| Mahjong Taikai                                                     | —                                                           | 31 października 1989(dts) | Koei                    |
| Mahjong Taisen                                                     | —                                                           | 20 maja 1992(dts)         | Nihon Bussan            |
| Mahou no Princess Minkiimomo Remember Dream                        | —                                                           | 29 lipca 1992(dts)        | Yutaka                  |
| Maison Ikkoku                                                      | —                                                           | 21 lipca 1988(dts)        | Bothtec                 |
| Majaventure - Mahjong Senki                                        | —                                                           | 19 października 1990(dts) | Tokuma Shoten           |
| Mashin Eiyuuden Wataru Gaiden                                      | —                                                           | 23 marca 1990(dts)        | Bandai                  |
| Majou Densetsu II: The Maze of Galious                             | —                                                           | 11 sierpnia 1987(dts)     | Konami                  |
| Major League                                                       | —                                                           | 27 października 1989(dts) | Irem                    |
| Makai-Mura                                                         | Ghosts 'n Goblins                                           | 13 czerwca 1986(dts)      | Capcom                  |
| Higemaru Makaijima - Nanatsu no Shima Daibōken                     | —                                                           | 14 kwietnia 1987(dts)     | Capcom                  |
| Maniac Mansion                                                     | Maniac Mansion                                              | 13 września 1988(dts)     | Jaleco                  |
| Mappy                                                              | —                                                           | 14 listopada 1984(dts)    | Namco                   |
| Mappy Kids                                                         | —                                                           | 22 grudnia 1989(dts)      | Namco                   |
| Mappy Land                                                         | Mappy Land                                                  | 26 listopada 1986(dts)    | Namco                   |
| Mario Bros.                                                        | Mario Bros.                                                 | 9 września 1983(dts)      | Nintendo                |
| Mario Open Golf                                                    | NES Open Tournament Golf                                    | 20 września 1991(dts)     | Nintendo                |
| Marusa no Onna                                                     | —                                                           | 19 września 1989(dts)     | Capcom                  |
| Mashou                                                             | Deadly Towers                                               | 15 grudnia 1986(dts)      | Brøderbund              |
| Masuzoe Kaname Icchou Made Famicom                                 | —                                                           | 17 kwietnia 1992(dts)     | Coconuts Japan          |
| Matendo Douji                                                      | Conquest of the Crystal Palace                              | 24 sierpnia 1990(dts)     | Quest Corporation       |
| Matsumoto Akira no Kabushiki Hisshougaku                           | —                                                           | 18 lutego 1988(dts)       | Imagineer               |
| Matsumoto Akira no Kabushiki Hisshougaku II                        | —                                                           | 31 marca 1989(dts)        | Imagineer               |
| Max Warrior                                                        | Isolated Warrior                                            | 15 lutego 1991(dts)       | Video and Audio Project |
| Meiji Ishin                                                        | —                                                           | 29 września 1989(dts)     | Use                     |
| Meikyuu Kumikyoku                                                  | Milon's Secret Castle                                       | 13 listopada 1986(dts)    | Hudson Soft             |
| Meikyuu Shima                                                      | Kickle Cubicle                                              | 29 czerwca 1990(dts)      | Irem                    |
| Meimon! Daisan Yakyuubu                                            | —                                                           | 8 sierpnia 1989(dts)      | Bandai                  |
| Meimon! Tako Nishiouendan                                          | —                                                           | 1 grudnia 1989(dts)       | Asmik                   |
| Meitantei Holmes: Kiri no London Satsujin Jiken                    | —                                                           | 13 maja 1988(dts)         | Towachiki               |
| Melville no Honoo                                                  | —                                                           | 11 sierpnia 1989(dts)     | Gakken                  |
| Metal Flame: Psybuster                                             | Metal Mech: Man & Machine                                   | 14 grudnia 1990(dts)      | Jaleco                  |
| Metal Gear                                                         | Metal Gear                                                  | 22 grudnia 1987(dts)      | Konami                  |
| Metal Max                                                          | —                                                           | 24 maja 1991(dts)         | Data East               |
| Metal Slader Glory                                                 | —                                                           | 30 sierpnia 1991(dts)     | HAL                     |
| Metro Cross                                                        | —                                                           | 16 grudnia 1986(dts)      | Namco                   |
| Mezase! Top Pro Green Kakeru Yume                                  | —                                                           | 5 marca 1993(dts)         | Jaleco                  |
| Mickey Mouse                                                       | Mickey Mousecapade                                          | 6 marca 1987(dts)         | Hudson Soft             |
| Mickey Mouse III: Yume Fuusen                                      | Kid Klown in Night Mayor World                              | 25 września 1992(dts)     | Kemco                   |
| Might and Magic Book One: The Secret of the Inner Sanctum          | Might & Magic: Secret of the Inner Sanctum                  | 31 lipca 1990(dts)        | Gakken                  |
| Mighty Bomb Jack                                                   | Mighty Bomb Jack                                            | 24 kwietnia 1986(dts)     | Tecmo                   |
| Mighty Final Fight                                                 | Mighty Final Fight                                          | 11 czerwca 1993(dts)      | Capcom                  |
| Millipede                                                          | Millipede                                                   | 1 października 1987(dts)  | HAL                     |
| Mindseeker                                                         | —                                                           | 18 kwietnia 1989(dts)     | Namco                   |
| Minelvaton Saga: Ragon no Fukkatsu                                 | —                                                           | 23 października 1987(dts) | Taito                   |
| Mini-Putt                                                          | —                                                           | 15 lutego 1991(dts)       | A-Wave                  |
| Minna no Tabou no Nakayoshi Daisakusen                             | —                                                           | 22 listopada 1991(dts)    | Character Soft          |
| Miracle Ropitt: 2100-Nen no Daibōken                               | —                                                           | 7 sierpnia 1987(dts)      | King Records            |
| Mirai Senshi Raios                                                 | —                                                           | 1 grudnia 1989(dts)       | Pack-In-Video           |
| Mirai Shinwa Jarvas                                                | —                                                           | 30 czerwca 1987(dts)      | Taito                   |
| Mississippi Satsujin Jiken                                         | —                                                           | 31 października 1986(dts) | Jaleco                  |
| Mitokoumon                                                         | —                                                           | 11 sierpnia 1987(dts)     | Sunsoft                 |
| Mitokoumon II: Sekai Manyuuki                                      | —                                                           | 11 sierpnia 1988(dts)     | Sunsoft                 |
| Mitsume Gatooru                                                    | —                                                           | 17 lipca 1992(dts)        | Tomy                    |
| Mizushima Shinji no Daikoushien                                    | —                                                           | 26 października 1990(dts) | Capcom                  |
| Moai-Kun                                                           | —                                                           | 9 marca 1990(dts)         | Konami                  |
| Moe-Pro! Saikyou Hen                                               | Bases Loaded 4                                              | 22 listopada 1991(dts)    | Jaleco                  |
| Moero TwinBee                                                      | Stinger                                                     | 26 marca 1993(dts)        | Konami                  |
| Moero!! Judo Warriors                                              | —                                                           | 29 czerwca 1990(dts)      | Jaleco                  |
| Moero!! Junior Basket                                              | Hoops                                                       | 22 listopada 1988(dts)    | Jaleco                  |
| Moero!! Pro Soccer                                                 | Goal!                                                       | 23 grudnia 1988(dts)      | Jaleco                  |
| Moero!! Pro Tennis                                                 | Racket Attack                                               | 15 kwietnia 1988(dts)     | Jaleco                  |
| Moero!! Pro Yakyuu                                                 | Bases Loaded                                                | 26 czerwca 1987(dts)      | Jaleco                  |
| Moero!! Pro Yakyuu '88                                             | Bases Loaded II: Second Season                              | 10 sierpnia 1988(dts)     | Jaleco                  |
| Moero!! Pro Yakyuu '90: Kandouhen                                  | Bases Loaded 3                                              | 27 lipca 1990(dts)        | Jaleco                  |
| Moeru! Oniisan                                                     | —                                                           | 8 sierpnia 1989(dts)      | Toho                    |
| Mokushi Pachi Pro: Pachi Otto-Kun                                  | —                                                           | 18 grudnia 1987(dts)      | Coconuts Japan          |
| Momotaro Densetsu                                                  | —                                                           | 26 października 1987(dts) | Hudson Soft             |
| Momotarou Densetsu Gaiden                                          | —                                                           | 17 grudnia 1993(dts)      | Hudson Soft             |
| Momotaro Dentetsu                                                  | —                                                           | 2 grudnia 1988(dts)       | Hudson Soft             |
| Money Game                                                         | —                                                           | 10 sierpnia 1988(dts)     | SOFEL                   |
| Money Game II: Kabutochou no Kiseki                                | Wall Street Kid                                             | 20 grudnia 1989(dts)      | SOFEL                   |
| Monopoly                                                           | Monopoly                                                    | 1 listopada 1991(dts)     | Tomy                    |
| Monster Maker: Nanatsu no Hihō                                     | —                                                           | 20 grudnia 1991(dts)      | SOFEL                   |
| Moon Crystal                                                       | —                                                           | 28 sierpnia 1992(dts)     | Hect                    |
| Morita Shougi                                                      | —                                                           | 14 kwietnia 1987(dts)     | SETA                    |
| Mother                                                             | —                                                           | 27 lipca 1989(dts)        | Nintendo                |
| Motocross Champion                                                 | —                                                           | 27 stycznia 1989(dts)     | Konami                  |
| Mottomo Abunai Deka                                                | —                                                           | 6 lutego 1990(dts)        | Toei Animation          |
| Mouryou Senki Madara                                               | —                                                           | 30 marca 1990(dts)        | Konami                  |
| Mugen Senshi Valis                                                 | —                                                           | 21 sierpnia 1987(dts)     | Tokuma Shoten           |
| Murder Club                                                        | —                                                           | 30 czerwca 1989(dts)      | SETA                    |
| Musashi no Boken                                                   | —                                                           | 22 grudnia 1990(dts)      | Sigma Entertainment     |
| Musashi no Ken – Tadaima Shugyo Chu                                | —                                                           | 8 sierpnia 1986(dts)      | Taito                   |
| My Life My Love: Boku no Yume: Watashi no Negai                    | —                                                           | 3 sierpnia 1991(dts)      | Banpresto               |
| Nagagutsu o Haita Neko: Sekai Isshū 80 Nichi Dai Bōken             | Puss 'n Boots: Pero's Great Adventure                       | 21 listopada 1986(dts)    | Toei Animation          |
| Nakajima Satoru: F-1 Hero                                          | Michael Andretti's World Grand Prix                         | 9 grudnia 1988(dts)       | Varie                   |
| Nakajima Satoru F-1 Hero 2                                         | —                                                           | 27 września 1991(dts)     | Varie                   |
| Nakayo Shito Issho                                                 | —                                                           | 10 grudnia 1993(dts)      | Yutaka                  |
| Namco Classic                                                      | —                                                           | 27 maja 1988(dts)         | Namco                   |
| Namco Classic II                                                   | —                                                           | 13 marca 1992(dts)        | Namco                   |
| Namco Mahjong III: Mahjong Tengoku                                 | —                                                           | 8 marca 1991(dts)         | Namco                   |
| Nantettatte!! Baseball                                             | —                                                           | 26 października 1990(dts) | Sunsoft                 |
| Napoleon Senki                                                     | —                                                           | 18 marca 1988(dts)        | Irem                    |
| Navy Blue                                                          | —                                                           | 14 lutego 1992(dts)       | I'Max                   |
| Nekketsu Kakutou Densetsu                                          | —                                                           | 23 grudnia 1992(dts)      | Technos Japan           |
| Nekketsu Kouha Kunio Kun                                           | Renegade                                                    | 17 kwietnia 1987(dts)     | Technos Japan           |
| Nekketsu Koukou Dodge Ball Bu                                      | Super Dodge Ball                                            | 26 lipca 1988(dts)        | Technos Japan           |
| Nekketsu Koukou Dodgeball-bu Soccer-hen                            | Nintendo World Cup                                          | 18 maja 1990(dts)         | Technos Japan           |
| Nekketsu Street Basket: Ganbare Dunk Heroes                        | —                                                           | 22 grudnia 1993(dts)      | Technos                 |
| New Ghostbusters 2                                                 | —                                                           | 26 grudnia 1990(dts)      | HAL                     |
| New York Nyankies                                                  | Rockin' Kats                                                | 5 kwietnia 1991(dts)      | Atlus                   |
| Nichibutsu Mahjong III                                             | —                                                           | 20 lipca 1990(dts)        | Nihon Bussan            |
| Niji no Silkroad                                                   | Rainbow Silkroad                                            | 22 lutego 1991(dts)       | Victor Interactive      |
| Ningen Heiki Dead Fox                                              | Code Name: Viper                                            | 23 lutego 1990(dts)       | Capcom                  |
| Ninja Cop Saizou                                                   | Wrath of the Black Manta                                    | 17 listopada 1989(dts)    | Taito                   |
| Ninja Crusaders                                                    | Ninja Crusaders                                             | 14 grudnia 1990(dts)      | Sammy                   |
| Ninja Hattori-kun                                                  | —                                                           | 5 marca 1986(dts)         | Hudson Soft             |
| Ninja JaJaMaru-kun                                                 | —                                                           | 15 listopada 1985(dts)    | Jaleco                  |
| Ninja Jajamaru: Ginga Daisakusen                                   | —                                                           | 29 marca 1991(dts)        | Jaleco                  |
| Ninja Kun                                                          | —                                                           | 10 maja 1985(dts)         | Jaleco                  |
| Ninja Kun: Ashura no Shou                                          | —                                                           | 27 maja 1988(dts)         | UPL                     |
| Ninja Ra Hoi!                                                      | —                                                           | 9 sierpnia 1990(dts)      | ASCII                   |
| Ninja Ryuukenden                                                   | Ninja Gaiden/Shadow Warriors                                | 9 grudnia 1988(dts)       | Tecmo                   |
| Ninja Ryuukenden II                                                | Ninja Gaiden II: The Dark Sword of Chaos/Shadow Warriors II | 6 kwietnia 1990(dts)      | Tecmo                   |
| Ninja Ryuukenden III                                               | Ninja Gaiden III: The Ancient Ship of Doom                  | 21 czerwca 1991(dts)      | Tecmo                   |
| Nippon Ichi no Nakantoku                                           | —                                                           | 10 sierpnia 1990(dts)     | Asmik                   |
| Nishimura Kyoutarou Mystery: Blue Train Satsujin Jiken             | —                                                           | 20 stycznia 1989(dts)     | Irem                    |
| Nishimura Kyoutarou Mystery: Super Express Satsujin Jiken          | —                                                           | 2 marca 1990(dts)         | Irem                    |
| Nobunaga no Yabou: Bushou Fuuunroku                                | —                                                           | 21 grudnia 1991(dts)      | Koei                    |
| Nobunaga no Yabou: Sengouku Gunyuuden                              | Nobunaga's Ambition 2                                       | 3 lutego 1990(dts)        | Koei                    |
| Nobunaga no Yabou: Zenkokuban                                      | Nobunaga's Ambition                                         | 18 marca 1988(dts)        | Koei                    |
| North and South                                                    | North & South                                               | 21 września 1990(dts)     | Kemco                   |
| Nuts & Milk                                                        | —                                                           | 28 lipca 1984(dts)        | Hudson Soft             |
| Obake no Q Tarou: Wan Wan Panic                                    | Chubby Cherub                                               | 16 grudnia 1985(dts)      | Bandai                  |
| Obocchamakun                                                       | —                                                           | 5 kwietnia 1991(dts)      | Tecmo                   |
| Ochinnitoshi Puzzle Tonjan!?                                       | —                                                           | 29 września 1989(dts)     | Jaleco                  |
| Oeka Kids - Anpanman no Hiragana Daisuki                           | —                                                           | 26 marca 1991(dts)        | Bandai                  |
| Oeka Kids - Anpanman to Oekaki Shiyou                              | —                                                           | 25 października 1990(dts) | Bandai                  |
| Oishinbo: Kyukyoku no Menu 3bon Syoubu                             | —                                                           | 25 lipca 1989(dts)        | Bandai                  |
| Olympus no Tatakai                                                 | Battle of Olympus                                           | 28 marca 1988(dts)        | Imagineer               |
| Onyanko Town                                                       | —                                                           | 21 listopada 1985(dts)    | Pony Canyon             |
| Operation Wolf                                                     | Operation Wolf                                              | 31 marca 1989(dts)        | Taito                   |
| Osomatsu-Kun: Back to Zami no Deppa                                | —                                                           | 8 grudnia 1989(dts)       | Bandai                  |
| Otaku no Seiza                                                     | —                                                           | 31 lipca 1991(dts)        | M&M                     |
| Outlanders                                                         | —                                                           | 4 grudnia 1987(dts)       | Victor Interactive      |
| Over Horizon                                                       | —                                                           | 26 kwietnia 1991(dts)     | Hot B                   |
| Paaman                                                             | —                                                           | 14 grudnia 1990(dts)      | Irem                    |
| Paaman Part 2                                                      | —                                                           | 20 grudnia 1991(dts)      | Irem                    |
| Pac-Land                                                           | —                                                           | 21 listopada 1985(dts)    | Namco                   |
| Pac-Man                                                            | —                                                           | 2 listopada 1984(dts)     | Namco                   |
| Pachicom                                                           | —                                                           | 21 listopada 1985(dts)    | Toshiba EMI             |
| Pachi-Slot Adventure 2                                             | —                                                           | 17 września 1993(dts)     | Coconuts Japan          |
| Pachi-Slot Adventure 3: Bitaoshii 7 Kenzan!                        | —                                                           | 13 maja 1994(dts)         | Coconuts Japan          |
| Pachinko Daisakusen                                                | —                                                           | 19 lipca 1991(dts)        | Coconuts Japan          |
| Pachinko Daisakusen 2                                              | —                                                           | 10 lipca 1992(dts)        | Coconuts Japan          |
| Pachiokun 2                                                        | —                                                           | 30 stycznia 1989(dts)     | Coconuts Japan          |
| Pachiokun 3                                                        | —                                                           | 26 października 1990(dts) | Coconuts Japan          |
| Pachiokun 4                                                        | —                                                           | 22 listopada 1991(dts)    | Coconuts Japan          |
| Pachiokun 5                                                        | —                                                           | 11 czerwca 1993(dts)      | Coconuts Japan          |
| Palamedes                                                          | Palamedes                                                   | 6 lipca 1990(dts)         | Hot B                   |
| Palamedes 2                                                        | —                                                           | 17 maja 1991(dts)         | Hot B                   |
| Paperboy                                                           | Paperboy                                                    | 30 stycznia 1991(dts)     | Altron                  |
| Parareru World                                                     | —                                                           | 10 sierpnia 1990(dts)     | Varie                   |
| Parasol Henbee                                                     | —                                                           | 15 lutego 1991(dts)       | Epoch                   |
| Paris-Dakar Rally Special                                          | —                                                           | 3 lutego 1988(dts)        | CBS Sony Group          |
| Parodius Da! -Shinwa kara Owarai e-                                | Parodius Da!                                                | 30 listopada 1990(dts)    | Konami                  |
| Peepar Time                                                        | —                                                           | 10 sierpnia 1990(dts)     | Sanritsu Denki          |
| Penguin-Kun Wars                                                   | —                                                           | 25 grudnia 1985(dts)      | ASCII                   |
| Perfect Bowling                                                    | —                                                           | 25 lipca 1989(dts)        | Tonkin House            |
| Photon: The Ultimate Game on Planet Earth                          | —                                                           | 28 sierpnia 1987(dts)     | Takara                  |
| Pinball                                                            | Pinball                                                     | 2 lutego 1984(dts)        | Nintendo                |
| Pinball Quest                                                      | Pinball Quest                                               | 15 grudnia 1989(dts)      | Jaleco                  |
| Pizza Pop                                                          | —                                                           | 7 stycznia 1992(dts)      | Jaleco                  |
| Plasma Ball                                                        | —                                                           | 27 marca 1992(dts)        | Jaleco                  |
| Pocket Zaurus: Ju Ouken no Nazo                                    | —                                                           | 27 lutego 1987(dts)       | Bandai                  |
| Pooyan                                                             | —                                                           | 20 września 1985(dts)     | Hudson Soft             |
| Popeye                                                             | Popeye                                                      | 15 lipca 1983(dts)        | Nintendo                |
| Popeye no Eigo Asobi                                               | —                                                           | 22 listopada 1983(dts)    | Nintendo                |
| Portopia Renzoku Satsujin Jiken                                    | —                                                           | 29 listopada 1985(dts)    | Enix                    |
| Power Blazer                                                       | Power Blade                                                 | 20 kwietnia 1990(dts)     | Taito                   |
| Power Soccer                                                       | —                                                           | 30 marca 1990(dts)        | Tokuma Shoten           |
| Predator                                                           | Predator                                                    | 10 marca 1988(dts)        | Pack-In-Video           |
| President no Sentaku                                               | —                                                           | 2 marca 1990(dts)         | Hot B                   |
| Pro Yakyuu Family Stadium                                          | R.B.I. Baseball                                             | 10 grudnia 1986(dts)      | Namco                   |
| Pro Yakyuu Family Stadium '87                                      | R.B.I. Baseball 2                                           | 22 grudnia 1987(dts)      | Namco                   |
| Pro Yakyuu Family Stadium '88                                      | R.B.I. Baseball 3                                           | 20 grudnia 1988(dts)      | Namco                   |
| Pro Yakyuu Satsujin Jiken!                                         | —                                                           | 24 grudnia 1988(dts)      | Capcom                  |
| Punch-Out!!                                                        | Mike Tyson's Punch-Out!!                                    | 21 listopada 1987(dts)    | Nintendo                |
| Puyo Puyo                                                          | —                                                           | 23 lipca 1993(dts)        | Electro Brain           |
| Puzzlot                                                            | —                                                           | 28 lutego 1992(dts)       | Sammy                   |
| Puzznic                                                            | Puzznic                                                     | 19 lipca 1991(dts)        | IGS                     |
| Pajama Hero Nemo                                                   | Little Nemo: The Dream Master                               | 7 grudnia 1990(dts)       | Capcom                  |
| Pyokotan no Daimeiro                                               | —                                                           | 19 marca 1993(dts)        | Sunsoft                 |
| Quarterback Scramble                                               | —                                                           | 19 grudnia 1989(dts)      | Pony Canyon             |
| Quarth                                                             | —                                                           | 13 kwietnia 1990(dts)     | Konami                  |
| Quinty                                                             | Mendel Palace                                               | 27 czerwca 1989(dts)      | Namco                   |
| Quiz Project Q: Cutie Project & Battle 1000                        | —                                                           | 29 maja 1992(dts)         | Hect                    |
| Racer Mini Yonku: Japan Cup                                        | —                                                           | 25 sierpnia 1989(dts)     | Konami                  |
| Radia Senki: Reimeihen                                             | —                                                           | 15 listopada 1991(dts)    | Tecmo                   |
| Raf World                                                          | Journey to Silius                                           | 10 sierpnia 1990(dts)     | Sunsoft                 |
| Raid on Bungeling Bay                                              | Raid on Bungeling Bay                                       | 22 lutego 1985(dts)       | Hudson Soft             |
| Rainbow Island: The Story of Bubble Bobble 2                       | Rainbow Islands                                             | 26 lipca 1988(dts)        | Taito                   |
| Rambo                                                              | Rambo                                                       | 4 grudnia 1987(dts)       | Pack-In-Video           |
| Rampart                                                            | —                                                           | 29 listopada 1991(dts)    | Konami                  |
| Rasaru Ishii no Childs Quest                                       | —                                                           | 23 czerwca 1989(dts)      | Namco                   |
| Recca                                                              | —                                                           | 17 lipca 1992(dts)        | Naxat Soft              |
| Red Arremer II                                                     | Gargoyle's Quest II                                         | 17 lipca 1992(dts)        | Capcom                  |
| Rekka no Gotoku Tenka o Tore!                                      | —                                                           | 8 września 1990(dts)      | Banpresto               |
| Ripple Island                                                      | —                                                           | 23 stycznia 1988(dts)     | Sunsoft                 |
| Road Fighter                                                       | Road Fighter                                                | 11 lipca 1985(dts)        | Konami                  |
| Robocco Wars                                                       | —                                                           | 2 sierpnia 1991(dts)      | IGS                     |
| RoboCop                                                            | RoboCop                                                     | 25 sierpnia 1989(dts)     | Data East               |
| RoboCop 2                                                          | RoboCop 2                                                   | 2 kwietnia 1991(dts)      | Data East               |
| Robot Block                                                        | Stack-Up                                                    | 26 lipca 1985(dts)        | Nintendo                |
| Robot Gyro                                                         | Gyromite                                                    | 13 sierpnia 1985(dts)     | Nintendo                |
| Rockman                                                            | Mega Man                                                    | 17 grudnia 1987(dts)      | Capcom                  |
| Rockman 2: Dr. Wily no Nazo                                        | Mega Man 2                                                  | 24 grudnia 1988(dts)      | Capcom                  |
| Rockman 3: Dr. Wily no Saigo!?                                     | Mega Man 3                                                  | 28 września 1990(dts)     | Capcom                  |
| Rockman 4: Aratanaru Yabō!!                                        | Mega Man 4                                                  | 6 grudnia 1991(dts)       | Capcom                  |
| Rockman 5: Blues no Wana!?                                         | Mega Man 5                                                  | 4 grudnia 1992(dts)       | Capcom                  |
| Rockman 6: Shijō Saidai no Tatakai!!                               | Mega Man 6                                                  | 5 października 1993(dts)  | Capcom                  |
| Rokudenashi Blues                                                  | —                                                           | 29 października 1993(dts) | Bandai                  |
| Rollerball                                                         | Rollerball                                                  | 20 grudnia 1988(dts)      | HAL                     |
| Rolling Thunder                                                    | Rolling Thunder                                             | 17 marca 1989(dts)        | Namco                   |
| Romancia                                                           | —                                                           | 30 października 1987(dts) | Tokyo Shoseki           |
| Route 16 Turbo                                                     | —                                                           | 4 października 1985(dts)  | Sunsoft                 |
| Royal Blood                                                        | Gemfire                                                     | 29 sierpnia 1991(dts)     | Koei                    |
| RPG Jinsei Game                                                    | —                                                           | 26 listopada 1993(dts)    | Takara                  |
| Sensha Senryaku: Sabaku no Kitsune                                 | Desert Commander                                            | 28 kwietnia 1988(dts)     | Kemco                   |
| Saikoushi Sedi                                                     | —                                                           | 24 grudnia 1988(dts)      | Fuji Television         |
| Saint Seiya                                                        | —                                                           | 10 sierpnia 1987(dts)     | Bandai                  |
| Saint Seiya 2                                                      | —                                                           | 30 maja 1988(dts)         | Bandai                  |
| Saiyuuki World                                                     | —                                                           | 11 listopada 1988(dts)    | Jaleco                  |
| Saiyuuki World 2                                                   | Whomp 'Em                                                   | 7 grudnia 1990(dts)       | Jaleco                  |
| Sakigake!! Otokojuku                                               | —                                                           | 3 marca 1989(dts)         | Bandai                  |
| Salad no Kuni no Tomato Hime                                       | Princess Tomato in the Salad Kingdom                        | 27 maja 1988(dts)         | Hudson Soft             |
| Salamander                                                         | Life Force                                                  | 25 września 1987(dts)     | Konami                  |
| San Goku Shi                                                       | Romance of the Three Kingdoms                               | 30 października 1988(dts) | Koei                    |
| San Goku Shi II                                                    | Romance of the Three Kingdoms II                            | 2 listopada 1990(dts)     | Koei                    |
| San Goku Shi: Chuugen no Hasha                                     | —                                                           | 29 lipca 1988(dts)        | Namco                   |
| San Goku Shi II: Haou no Tairiku                                   | —                                                           | 10 czerwca 1992(dts)      | Namco                   |
| Sanada Juu Yuushi                                                  | —                                                           | 24 czerwca 1988(dts)      | Kemco                   |
| Sanma no Meitantei                                                 | —                                                           | 2 kwietnia 1987(dts)      | Namco                   |
| Sanrio Carnival                                                    | —                                                           | 22 listopada 1990(dts)    | Character Soft          |
| Sanrio Carnival 2                                                  | —                                                           | 14 stycznia 1993(dts)     | Character Soft          |
| Sanrio Cup: Pon Pon Volley                                         | —                                                           | 17 lipca 1992(dts)        | Character Soft          |
| Sansara Naga                                                       | —                                                           | 23 marca 1990(dts)        | Victor Interactive      |
| Sansū 1-nen: Keisan Game                                           | —                                                           | 25 kwietnia 1986(dts)     | Tokyo Shoseki           |
| Sansū 2-nen: Keisan Game                                           | —                                                           | 25 kwietnia 1986(dts)     | Tokyo Shoseki           |
| Sansū 3-nen: Keisan Game                                           | —                                                           | 25 kwietnia 1986(dts)     | Tokyo Shoseki           |
| Sansū 4-nen: Keisan Game                                           | —                                                           | 30 października 1986(dts) | Tokyo Shoseki           |
| Sansū 5+6-nen: Keisan Game                                         | —                                                           | 30 października 1986(dts) | Tokyo Shoseki           |
| Satomi Hakkenden                                                   | —                                                           | 20 stycznia 1989(dts)     | SNK                     |
| Satsui no Kaisou                                                   | —                                                           | 7 stycznia 1988(dts)      | HAL                     |
| SD Battle Oozumou                                                  | —                                                           | 20 kwietnia 1990(dts)     | Banpresto               |
| SD Gundam Gachapon Senshi 2: Capsule Senki                         | —                                                           | 25 czerwca 1989(dts)      | Bandai                  |
| SD Gundam Gachapon Senshi 3: Eiyuu Senki                           | —                                                           | 22 grudnia 1990(dts)      | Bandai                  |
| SD Gundam Gachapon Senshi 4: New Type Story                        | —                                                           | 21 grudnia 1991(dts)      | Bandai                  |
| SD Gundam Gachapon Senshi 5: Battle of Universal Century           | —                                                           | 22 grudnia 1992(dts)      | Bandai                  |
| SD Gundam Gaiden: Knight Gundam Monogatari                         | —                                                           | 11 sierpnia 1990(dts)     | Bandai                  |
| SD Gundam Gaiden: Knight Gundam Monogatari 2: Hikari no Kishi      | —                                                           | 12 października 1991(dts) | Bandai                  |
| SD Gundam Gaiden: Knight Gundam Monogatari 3                       | —                                                           | 23 października 1992(dts) | Bandai                  |
| SD Gundam: Gundam Wars                                             | —                                                           | 23 kwietnia 1993(dts)     | Bandai                  |
| SD Hero Soukessen                                                  | —                                                           | 7 lipca 1990(dts)         | Banpresto               |
| SD Keiji Blader                                                    | —                                                           | 2 sierpnia 1991(dts)      | Taito                   |
| Seicross                                                           | Seicross                                                    | 15 maja 1986(dts)         | Nihon Bussan            |
| Seikima II Akuma no Gyakushū!                                      | —                                                           | 25 grudnia 1986(dts)      | CBS Sony Group          |
| Seirei Densetsu Lickle                                             | Little Samson                                               | 26 czerwca 1992(dts)      | Taito                   |
| Seirei Gari                                                        | —                                                           | 8 grudnia 1989(dts)       | Hudson Soft             |
| Sekiryuou                                                          | —                                                           | 10 lutego 1989(dts)       | Sunsoft                 |
| Senjou no Ookami                                                   | Commando                                                    | 27 września 1986(dts)     | Capcom                  |
| Shadow Brain                                                       | —                                                           | 21 marca 1991(dts)        | Pony Canyon             |
| Shadowgate                                                         | Shadowgate                                                  | 31 marca 1989(dts)        | Kemco                   |
| Shanghai                                                           | —                                                           | 4 grudnia 1987(dts)       | Sunsoft                 |
| Shanghai II                                                        | —                                                           | 24 sierpnia 1990(dts)     | Sunsoft                 |
| Sherlock Holmes: Hakushaku Reijō Yūkai Jiken                       | —                                                           | 11 grudnia 1986(dts)      | Towachiki               |
| Shikinjo                                                           | —                                                           | 26 kwietnia 1991(dts)     | Toei Animation          |
| Shin 4-Jin Uchi Mahjong: Yakuman Tengoku                           | —                                                           | 28 czerwca 1991(dts)      | Nintendo                |
| Shin Moero!! Pro Yakyuu                                            | —                                                           | 13 lipca 1989(dts)        | Jaleco                  |
| Shin Satomi Hakken-Den - Hikari to Yami no Tatakai                 | —                                                           | 8 grudnia 1989(dts)       | Toei Animation          |
| Shinjinrui                                                         | The Adventures of Dino Riki                                 | 10 lutego 1987(dts)       | Rix Soft                |
| Shinsenden                                                         | —                                                           | 15 grudnia 1989(dts)      | Irem                    |
| Shougi Meikan '92                                                  | —                                                           | 30 stycznia 1992(dts)     | Hect                    |
| Shougi Meikan '93                                                  | —                                                           | 4 grudnia 1992(dts)       | Hect                    |
| Shogun                                                             | —                                                           | 27 maja 1988(dts)         | Hect                    |
| Shōnen Ashibe Nepal Daibouken no Maki                              | —                                                           | 15 listopada 1991(dts)    | Takara                  |
| Shuffle Fight                                                      | —                                                           | 9 października 1992(dts)  | Banpresto               |
| Shufflepuck Café                                                   | —                                                           | 21 października 1990(dts) | Pony Canyon             |
| Side Pocket                                                        | Side Pocket                                                 | 30 października 1987(dts) | Namco                   |
| Silva Saga                                                         | —                                                           | 24 lipca 1992(dts)        | SETA                    |
| Sky Destroyer                                                      | —                                                           | 14 listopada 1985(dts)    | Taito                   |
| Sky Kid                                                            | Sky Kid                                                     | 22 sierpnia 1986(dts)     | Namco                   |
| Snow Bros.                                                         | Snow Brothers                                               | 6 grudnia 1991(dts)       | Toaplan                 |
| Soccer                                                             | Soccer                                                      | 9 kwietnia 1985(dts)      | Nintendo                |
| Softball Tengoku                                                   | Dusty Diamond's All-Star Softball                           | 27 października 1989(dts) | Tonkin House            |
| Solomon no Kagi                                                    | Solomon’s Key                                               | 30 lipca 1986(dts)        | Tecmo                   |
| Solomon no Kagi 2                                                  | Solomon’s Key 2, Fire 'n Ice                                | 24 stycznia 1992(dts)     | Tecmo                   |
| Solstice                                                           | Solstice: The Quest for the Staff of Demnos                 | 20 lipca 1990(dts)        | Epic/Sony Records       |
| SonSon                                                             | —                                                           | 8 lutego 1986(dts)        | Capcom                  |
| Soreike! Anapanman Minna de Hiking Game                            | —                                                           | 20 marca 1992(dts)        | Bandai                  |
| Space Harrier                                                      | —                                                           | 6 stycznia 1989(dts)      | Takara                  |
| Space Hunter                                                       | —                                                           | 25 września 1986(dts)     | Kemco                   |
| Space Invaders                                                     | —                                                           | 17 kwietnia 1985(dts)     | Taito                   |
| Space Shadow                                                       | —                                                           | 20 lutego 1989(dts)       | Bandai                  |
| Spartan X                                                          | Kung Fu                                                     | 21 czerwca 1985(dts)      | Nintendo                |
| Spartan X 2                                                        | —                                                           | 27 września 1991(dts)     | Irem                    |
| Spelunker                                                          | Spelunker                                                   | 7 grudnia 1985(dts)       | Irem                    |
| Spelunker II: Yūsha e no Chōsen                                    | —                                                           | 18 września 1987(dts)     | Irem                    |
| Splatterhouse: Wanpaku Graffiti                                    | —                                                           | 31 lipca 1989(dts)        | Namco                   |
| Spot                                                               | Spot: The Video Game                                        | 16 października 1992(dts) | Bullet-Proof Software   |
| Spy vs. Spy                                                        | Spy VS. Spy                                                 | 26 kwietnia 1986(dts)     | Kemco                   |
| Spy Vs. Spy II: Nankoku Shirei!!                                   | Spy vs. Spy Vol. II – „The Island Caper”                    | 27 marca 1987(dts)        | Kemco                   |
| Sqoon                                                              | Sqoon                                                       | 26 czerwca 1986(dts)      | Irem                    |
| Square no Tom Sawyer                                               | —                                                           | 30 listopada 1989(dts)    | Square                  |
| Star Force                                                         | —                                                           | 25 czerwca 1985(dts)      | Hudson Soft             |
| Star Luster                                                        | —                                                           | 6 grudnia 1985(dts)       | Namco                   |
| Star Soldier                                                       | Star Soldier                                                | 13 czerwca 1986(dts)      | Hudson Soft             |
| Star Wars (Namco)                                                  | —                                                           | 4 grudnia 1987(dts)       | Namco                   |
| Star Wars                                                          | Star Wars                                                   | 15 listopada 1991(dts)    | Victor Interactive      |
| Star Wars: Teikoku no Gyakushuu                                    | Star Wars: The Empire Strikes Back                          | 12 marca 1993(dts)        | JVC                     |
| Stargate                                                           | Defender II                                                 | 24 września 1987(dts)     | HAL                     |
| STED: Iseki Wakusei no Yabou                                       | —                                                           | 27 lipca 1990(dts)        | K Amusement             |
| Stick Hunter                                                       | —                                                           | 18 grudnia 1987(dts)      | K Amusement             |
| Sugoro Quest: Dice no Senshi Tachi                                 | —                                                           | 28 czerwca 1991(dts)      | Technos Japan           |
| Suikoden: Tenmei no Chikai                                         | Bandit Kings of Ancient China                               | 25 czerwca 1990(dts)      | Koei                    |
| Sukeban Keiji III                                                  | —                                                           | 22 stycznia 1988(dts)     | Toei Animation          |
| Super Arabian                                                      | —                                                           | 25 lipca 1985(dts)        | Sunsoft                 |
| Super Black Onyx                                                   | —                                                           | 14 lipca 1988(dts)        | Bullet-Proof Software   |
| Super Chinese                                                      | Kung-Fu Heroes                                              | 20 czerwca 1986(dts)      | Namco                   |
| Super Chinese 2                                                    | Little Ninja Brothers                                       | 26 maja 1989(dts)         | Culture Brain           |
| Super Chinese 3                                                    | —                                                           | 1 marca 1991(dts)         | Culture Brain           |
| Super Contra                                                       | Super C/Probotector 2                                       | 2 lutego 1990(dts)        | Konami                  |
| Super Dynamix Badminton                                            | —                                                           | 26 sierpnia 1988(dts)     | Video and Audio Project |
| Super Mario Bros.                                                  | Super Mario Bros.                                           | 13 września 1985(dts)     | Nintendo                |
| Super Mario Bros 2.                                                | Super Mario Bros.: The Lost Levels                          | 3 czerwca 1986(dts)       | Nintendo                |
| Super Mario Bros. 3                                                | Super Mario Bros. 3                                         | 23 października 1988(dts) | Nintendo                |
| Super Mario USA                                                    | Super Mario Bros. 2                                         | 16 września 1992(dts)     | Nintendo                |
| Super Mogura Tataki!! Pokkun Mogura                                | —                                                           | 8 grudnia 1989(dts)       | IGS                     |
| Super Momotaro Dentetsu                                            | —                                                           | 20 marca 1992(dts)        | Hudson Soft             |
| Super Pinball                                                      | —                                                           | 23 sierpnia 1988(dts)     | Coconuts Japan          |
| Super Pitfall                                                      | Super Pitfall                                               | 5 września 1986(dts)      | Pony Canyon             |
| Super Real Baseball '88                                            | —                                                           | 30 lipca 1988(dts)        | Video and Audio Project |
| Super Rugby                                                        | —                                                           | 27 grudnia 1989(dts)      | TSS                     |
| Super Sprint                                                       | Super Sprint                                                | 3 sierpnia 1991(dts)      | Altron                  |
| Super Star Force: Jikūreki no Himitsu                              | —                                                           | 11 listopada 1986(dts)    | Kemco                   |
| Super Star Pro Wrestling                                           | WCW Wrestling                                               | 9 grudnia 1989(dts)       | Pony Canyon             |
| Super Xevious: GAMP no Nazo                                        | —                                                           | 19 września 1986(dts)     | Namco                   |
| Superman                                                           | Superman                                                    | 26 grudnia 1987(dts)      | Kemco                   |
| SWAT: Special Weapons and Tactics                                  | —                                                           | 11 września 1987(dts)     | Toei Animation          |
| Sweet Home                                                         | —                                                           | 15 grudnia 1989(dts)      | Capcom                  |
| Sword Master                                                       | Sword Master                                                | 21 grudnia 1990(dts)      | Athena                  |
| Tag Team Pro Wrestling                                             | Tag Team Wrestling                                          | 2 kwietnia 1986(dts)      | Namco                   |
| Taito Basketball                                                   | Ultimate Basketball                                         | 26 kwietnia 1991(dts)     | Taito                   |
| Taito Chase H.Q.                                                   | —                                                           | 8 grudnia 1989(dts)       | Taito                   |
| Taito Grand Prix: Eikou heno License                               | —                                                           | 18 grudnia 1987(dts)      | Taito                   |
| Taiyou no Shinden Asteka II                                        | Tombs & Treasure                                            | 3 sierpnia 1988(dts)      | Tokyo Shoseki           |
| Taiyou no Yuusha Firebird                                          | —                                                           | 11 stycznia 1992(dts)     | Irem                    |
| Takahashi Meijin no Bouken Shima                                   | Adventure Island                                            | 12 września 1986(dts)     | Hudson Soft             |
| Takahashi Meijin no Bouken Shima II                                | Adventure Island II                                         | 26 kwietnia 1991(dts)     | Hudson Soft             |
| Takahashi Meijin no Bouken Shima III                               | Adventure Island 3                                          | 31 lipca 1992(dts)        | Hudson Soft             |
| Takahashi Meijin no Bouken Shima IV                                | —                                                           | 24 czerwca 1994(dts)      | Hudson Soft             |
| Takahashi Meijin no Bug-tte Honey                                  | —                                                           | 5 czerwca 1987(dts)       | Hudson Soft             |
| Takeda Shingen                                                     | —                                                           | 28 marca 1988(dts)        | Hot B                   |
| Takeda Shingen II                                                  | Shingen the Ruler                                           | 21 sierpnia 1989(dts)     | Hot B                   |
| Takeshi no Chosenjo                                                | —                                                           | 10 grudnia 1986(dts)      | Taito                   |
| Takeshi no Sengoku Fuuunko                                         | —                                                           | 25 listopada 1988(dts)    | Taito                   |
| Tamura Teruaki no Mahjong Seminar                                  | —                                                           | 21 września 1990(dts)     | Pony Canyon             |
| Tanikawa Koji no Shougi Shinan II                                  | —                                                           | 18 marca 1988(dts)        | Pony Canyon             |
| Tanikawa Koji no Shougi Shinan III                                 | —                                                           | 14 września 1989(dts)     | Pony Canyon             |
| Tantei Jinguji Saburo: Yokohamakou Renzoku Satsujin Jiken          | —                                                           | 26 lutego 1988(dts)       | Data East               |
| Tantei Jinguji Saburo: Toki no Sugiyuku Mama Ni                    | —                                                           | 28 września 1990(dts)     | Data East               |
| Tao                                                                | —                                                           | 1 grudnia 1989(dts)       | Video and Audio Project |
| Tashiro Masashi no Princess ga Ippai                               | —                                                           | 27 października 1989(dts) | Epic/Sony Records       |
| Tatakai no Banka                                                   | Trojan                                                      | 24 grudnia 1986(dts)      | Capcom                  |
| Tatake!! Ramen-Man                                                 | —                                                           | 10 sierpnia 1988(dts)     | Bandai                  |
| Tecmo Bowl                                                         | Tecmo Bowl                                                  | 30 listopada 1990(dts)    | Tecmo                   |
| Tecmo Super Bowl                                                   | Tecmo Super Bowl                                            | 13 grudnia 1991(dts)      | Tecmo                   |
| Tecmo World Cup Soccer                                             | —                                                           | 7 grudnia 1990(dts)       | Tecmo                   |
| Teenage Mutant Ninja Turtles: Super Kame Ninja                     | Teenage Mutant Ninja Turtles II: The Arcade Game            | 7 grudnia 1990(dts)       | Konami                  |
| Teenage Mutant Ninja Turtles II: The Manhattan Project             | Teenage Mutant Ninja Turtles III: The Manhattan Project     | 13 grudnia 1991(dts)      | Konami                  |
| Tenchi o Kurau                                                     | Destiny of an Emperor                                       | 19 maja 1989(dts)         | Capcom                  |
| Tenchi o Kurau II                                                  | —                                                           | 5 kwietnia 1991(dts)      | Capcom                  |
| Tenkaichi Bushi Keru Naguuru                                       | —                                                           | 21 lipca 1989(dts)        | Namco                   |
| Tennis                                                             | Tennis                                                      | 14 stycznia 1984(dts)     | Nintendo                |
| Terao no Dosukoi Oozumou                                           | —                                                           | 24 listopada 1989(dts)    | Jaleco                  |
| Terminator 2                                                       | Terminator 2: Judgment Day                                  | 26 czerwca 1992(dts)      | Pack-In-Video           |
| Terra Cresta                                                       | Terra Cresta                                                | 27 września 1986(dts)     | Nihon Bussan            |
| Tetra Star                                                         | —                                                           | 24 maja 1991(dts)         | Taito                   |
| Tetris                                                             | —                                                           | 22 grudnia 1988(dts)      | Bullet-Proof Software   |
| Tetris 2 + Bombliss                                                | —                                                           | 13 grudnia 1991(dts)      | Bullet-Proof Software   |
| Tetris Flash                                                       | Tetris 2                                                    | 21 września 1993(dts)     | Nintendo                |
| Tetsudou-Oh                                                        | —                                                           | 13 grudnia 1991(dts)      | DB Soft                 |
| Tetsuwan Atom                                                      | —                                                           | 26 lutego 1988(dts)       | Konami                  |
| Thexder                                                            | —                                                           | 19 grudnia 1985(dts)      | Square                  |
| Thunderbirds                                                       | Thunderbirds                                                | 29 września 1989(dts)     | Pack-In-Video           |
| Tiger-Heli                                                         | Tiger-Heli                                                  | 5 grudnia 1986(dts)       | Pony Canyon             |
| Time Zone                                                          | —                                                           | 25 października 1991(dts) | Sigma Entertainment     |
| Times of Lore                                                      | Times of Lore                                               | 7 grudnia 1990(dts)       | Toho                    |
| Tiny Toon Adventures                                               | Tiny Toon Adventures                                        | 20 grudnia 1991(dts)      | Konami                  |
| Tiny Toon Adventures 2: Montana Land e Yōkoso                      | Tiny Toon Adventures 2: Trouble in Wacky Land               | 27 listopada 1992(dts)    | Konami                  |
| Titan                                                              | —                                                           | 10 sierpnia 1990(dts)     | SOFEL                   |
| TM Network: Live in Power Bowl                                     | —                                                           | 22 grudnia 1989(dts)      | Epic/Sony Records       |
| Tobidase Daisakusen                                                | The 3-D Battles of WorldRunner                              | 12 marca 1987(dts)        | Square                  |
| Tobidase Daisakusen 2: JJ                                          | —                                                           | 21 sierpnia 1989(dts)     | Hot B                   |
| Tokkyū Shirei Solbrain                                             | Shatterhand                                                 | 26 października 1991(dts) | Angel                   |
| Tokoro-san no Mamoru mo Semeru mo                                  | —                                                           | 27 czerwca 1987(dts)      | Epic/Sony Records       |
| Tokyo Pachi-Slot Adventure                                         | —                                                           | 13 grudnia 1991(dts)      | Coconuts Japan          |
| Tom and Jerry(and Tuffy)                                           | Tom & Jerry (and Tuffy)                                     | 13 listopada 1992(dts)    | Altron                  |
| Tom Sawyer no Bouken                                               | The Adventures of Tom Sawyer                                | 6 lutego 1989(dts)        | SETA                    |
| Top Gun                                                            | Top Gun                                                     | 11 grudnia 1987(dts)      | Konami                  |
| Top Gun: Dual Fighters                                             | Top Gun: The Second Mission                                 | 15 grudnia 1989(dts)      | Konami                  |
| Top Rider                                                          | —                                                           | 17 grudnia 1988(dts)      | Varie                   |
| Top Striker                                                        | —                                                           | 22 października 1992(dts) | Namco                   |
| Totsuzen! Macho Man                                                | Amagon                                                      | 2 grudnia 1988(dts)       | Vic Tokai               |
| Touch Down Fever: American Football                                | Touch Down Fever                                            | 11 listopada 1988(dts)    | K Amusement             |
| Touhou Kenbunku                                                    | —                                                           | 10 listopada 1988(dts)    | Natsume                 |
| Tōkaidō Gojūsan-tsugi                                              | —                                                           | 3 lipca 1986(dts)         | Sunsoft                 |
| Toukon Club                                                        | —                                                           | 24 lipca 1992(dts)        | Jaleco                  |
| Tower of Druaga                                                    | —                                                           | 6 sierpnia 1985(dts)      | Namco                   |
| Transformers: Convoy no Nazo                                       | —                                                           | 5 grudnia 1986(dts)       | Takara                  |
| Triathlon                                                          | —                                                           | 16 grudnia 1988(dts)      | K Amusement             |
| Tsuppari Oozumou                                                   | —                                                           | 18 września 1987(dts)     | Tecmo                   |
| Tsuppari Wars                                                      | —                                                           | 28 czerwca 1991(dts)      | Sammy                   |
| Tsurikichi Sanpei                                                  | —                                                           | 17 marca 1988(dts)        | Victor Interactive      |
| Tsuru Pikahage Maru: Mezase! Tsuruseko no Akashi                   | —                                                           | 13 grudnia 1991(dts)      | Jaleco                  |
| Twin Eagle: Revenge Joe’s Brother                                  | Twin Eagle                                                  | 12 kwietnia 1991(dts)     | Romstar                 |
| TwinBee                                                            | —                                                           | 4 stycznia 1986(dts)      | Konami                  |
| TwinBee 3                                                          | —                                                           | 29 września 1989(dts)     | Konami                  |
| Uchuu Keibitai SDF                                                 | —                                                           | 7 września 1990(dts)      | HAL                     |
| Uchūsen: Cosmo Carrier                                             | —                                                           | 6 listopada 1987(dts)     | Jaleco                  |
| Ultima                                                             | Ultima: Exodus                                              | 9 października 1987(dts)  | Pony Canyon             |
| Ultima: Seisha he no Michi                                         | Ultima: Quest of the Avatar                                 | 20 września 1989(dts)     | Pony Canyon             |
| Ultraman Club Kaijuu Dai Kessen!!                                  | —                                                           | 25 grudnia 1992(dts)      | Angel                   |
| Ultraman Club: Supokon Fight!                                      | —                                                           | 23 kwietnia 1993(dts)     | Bandai                  |
| Ultraman Club 2: Kaettekita Ultraman Club                          | —                                                           | 7 kwietnia 1990(dts)      | Bandai                  |
| Ultraman Club 3                                                    | —                                                           | 29 grudnia 1991(dts)      | Bandai                  |
| Untouchables                                                       | Untouchables                                                | 20 grudnia 1991(dts)      | Altron                  |
| Urban Champion                                                     | Urban Champion                                              | 14 listopada 1984(dts)    | Nintendo                |
| Urusei Yatsura: Lum no Wedding Bell                                | —                                                           | 23 października 1986(dts) | Jaleco                  |
| US Championship V'Ball                                             | Super Spike V'Ball                                          | 10 listopada 1989(dts)    | Technos Japan           |
| USA Ice Hockey in FC                                               | Pro Sport Hockey                                            | 6 marca 1993(dts)         | Jaleco                  |
| Ushio to Tora: Shin'en no Daiyō                                    | —                                                           | 9 lipca 1993(dts)         | Yutaka                  |
| Utsurun Desu.: Kawauso Hawaii e Iku!!!                             | —                                                           | 6 marca 1992(dts)         | Takara                  |
| Valkyrie no Bouken: Toki no Kagi Densetsu                          | —                                                           | 1 sierpnia 1986(dts)      | Namco                   |
| Vegas Connection: Casino Kara Ai wo Komete                         | —                                                           | 24 listopada 1989(dts)    | Sigma Entertainment     |
| Venus Senki                                                        | —                                                           | 14 października 1989(dts) | Varie                   |
| Viva Las Vegas                                                     | Vegas Dream                                                 | 30 września 1988(dts)     | Epic/Sony Records       |
| Volguard II                                                        | —                                                           | 7 grudnia 1985(dts)       | DB Soft                 |
| Volleyball                                                         | Volleyball                                                  | 21 lipca 1986(dts)        | Nintendo                |
| Wagyan Land                                                        | —                                                           | 9 lutego 1989(dts)        | Namco                   |
| Wagyan Land 2                                                      | —                                                           | 14 grudnia 1990(dts)      | Namco                   |
| Wagyan Land 3                                                      | —                                                           | 8 grudnia 1992(dts)       | Namco                   |
| Wai Wai World                                                      | —                                                           | 14 stycznia 1988(dts)     | Konami                  |
| Wai Wai World 2: SOS!! Parsley Jō                                  | —                                                           | 5 stycznia 1991(dts)      | Konami                  |
| Wanpaku Duck Yume Bouken                                           | DuckTales                                                   | 26 stycznia 1990(dts)     | Capcom                  |
| Wanpaku Kokkun no Gourmet World                                    | Panic Restaurant                                            | 24 kwietnia 1992(dts)     | Taito                   |
| Wario no Mori                                                      | Wario's Woods                                               | 19 lutego 1994(dts)       | Nintendo                |
| Warpman                                                            | —                                                           | 12 lipca 1985(dts)        | Namco                   |
| Western Kids                                                       | Cowboy Kid                                                  | 13 września 1991(dts)     | Visco                   |
| White Lion Densetsu                                                | Legend of the Ghost Lion                                    | 14 lipca 1989(dts)        | Kemco                   |
| Wild Gunman                                                        | Wild Gunman                                                 | 18 lutego 1984(dts)       | Nintendo                |
| WWillow                                                            | Willow                                                      | 18 lipca 1989(dts)        | Capcom                  |
| Wily & Right no RockBoard: That's Paradise                         | —                                                           | 15 stycznia 1993(dts)     | Capcom                  |
| Wing of Madoola                                                    | —                                                           | 18 grudnia 1986(dts)      | Sunsoft                 |
| Winners Cup                                                        | —                                                           | 12 sierpnia 1988(dts)     | Data East               |
| Winter Games                                                       | Winter Games                                                | 27 marca 1987(dts)        | Pony Canyon             |
| Wit's                                                              | —                                                           | 13 lipca 1990(dts)        | Athena                  |
| Wizardry: Proving Grounds of the Mad Overlord                      | Wizardry: Proving Grounds of the Mad Overlord               | 22 grudnia 1987(dts)      | ASCII                   |
| Wizardry II: The Knight of Diamonds                                | Wizardry II: The Knight of Diamonds                         | 21 lutego 1989(dts)       | ASCII                   |
| Wizardry III: Legacy of Llylgamyn                                  | Wizardry III: Legacy of Llylgamyn                           | 9 marca 1990(dts)         | ASCII                   |
| Woody Poko                                                         | —                                                           | 20 czerwca 1987(dts)      | DB Soft                 |
| World Boxing                                                       | —                                                           | 8 września 1990(dts)      | TSS                     |
| World Grand-Prix – Pole To Finish                                  | Al Unser Jr.'s Turbo Racing                                 | 31 stycznia 1989(dts)     | Data East               |
| World Super Tennis                                                 | Top Players' Tennis/ Four Players' Tennis                   | 13 października 1989(dts) | Asmik                   |
| Wrecking Crew                                                      | Wrecking Crew                                               | 18 czerwca 1985(dts)      | Nintendo                |
| WWF WrestleMania Challenge                                         | WWF WrestleMania Challenge                                  | 27 marca 1992(dts)        | Hot B                   |
| Xevious                                                            | Xevious                                                     | 8 listopada 1984          | Namco                   |
| Yie Ar Kung Fu                                                     | —                                                           | 22 kwietnia 1985          | Konami                  |
| Yoshi no Cookie                                                    | Yoshi's Cookie                                              | 21 listopada 1992         | Nintendo                |
| Yoshi no Tamago                                                    | Yoshi/Mario & Yoshi                                         | 14 grudnia 1991           | Nintendo                |
| Youkai Douchuuki                                                   | —                                                           | 24 czerwca 1988           | Namco                   |
| Youkai Club                                                        | —                                                           | 19 maja 1987              | Jaleco                  |
| Yousei Monogatari RodLand                                          | RodLand                                                     | 11 grudnia 1992           | Jaleco                  |
| Ys                                                                 | —                                                           | 26 sierpnia 1988          | Victor Interactive      |
| Ys II                                                              | —                                                           | 25 maja 1990              | Victor Interactive      |
| Ys III: Wanderers from Ys                                          | —                                                           | 27 września 1991          | Victor Interactive      |
| Yume Penguin Monogatari                                            | —                                                           | 25 stycznia 1991          | Konami                  |
| Yū Yū Hakusho: Bakutō Ankoku Bujutsu Kai                           | —                                                           | 22 października 1993      | Bandai                  |
| Zanac                                                              | Zanac                                                       | 28 listopada 1986         | Pony Canyon             |
| Zenbei!! Pro Basketball                                            | All-Pro Basketball                                          | 21 lipca 1989             | Vic Tokai               |
| Zippy Race                                                         | —                                                           | 18 lipca 1985             | Irem                    |
| Zoids: Chuuou Tairiku no Tatakai                                   | —                                                           | 5 września 1987           | Toshiba EMI             |
| Zoids 2: Zenebasu no Gyakushuu                                     | —                                                           | 27 stycznia 1989          | Toshiba EMI             |
| Zoids Mokushiroku                                                  | —                                                           | 21 grudnia 1990           | Tomy                    |
| Zombie Hunter                                                      | —                                                           | 3 lipca 1987              | Hi-Score Media Work     |
| Zuno Senkan Garu                                                   | —                                                           | 14 grudnia 1985           | DB Soft                 |